# Nationalpark Sächsische Schweiz

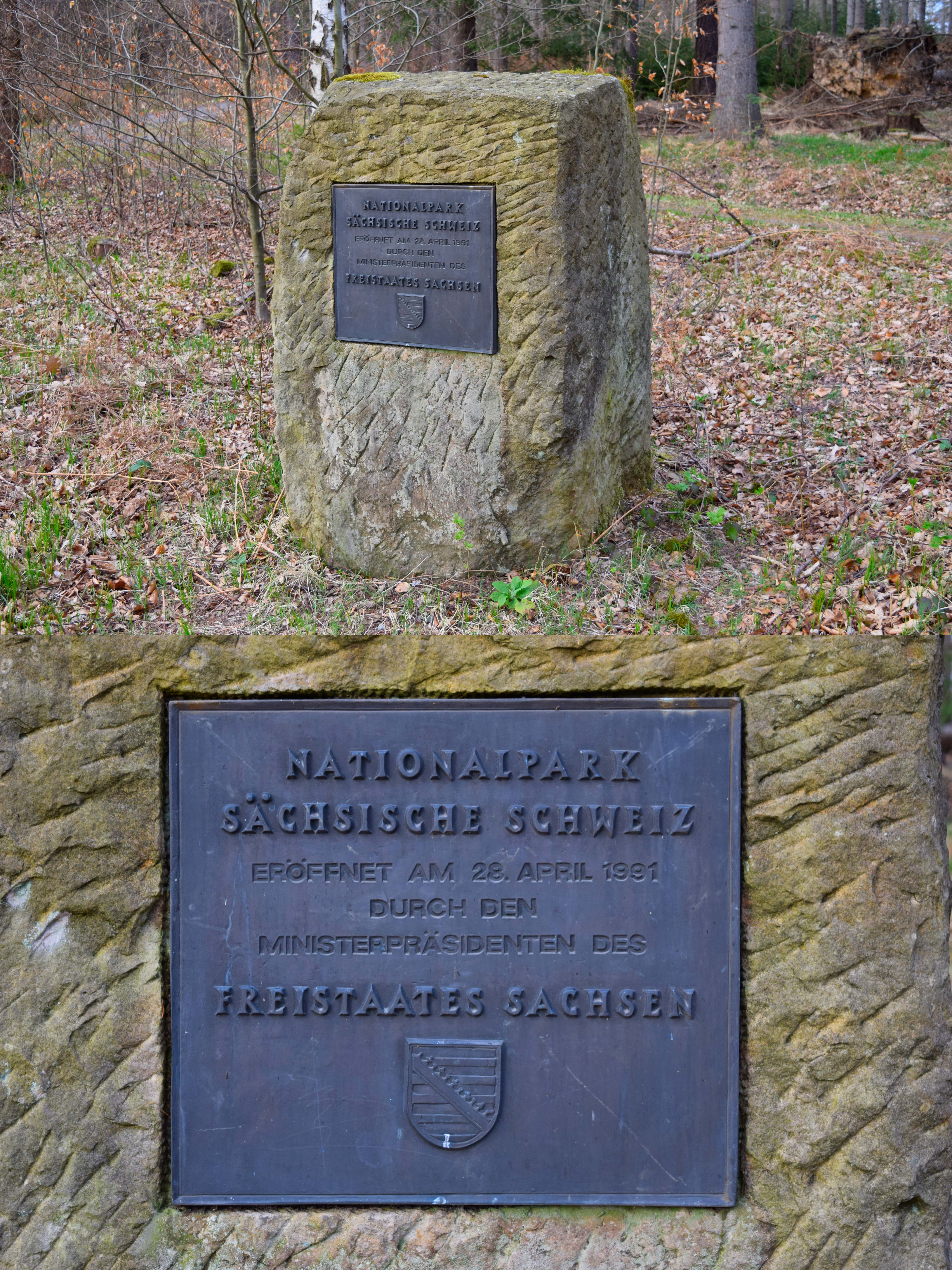
Erinnerungstafel an die Eröffnung des Nationalparks Sächsische Schweiz am 28. April 1991 unter dem damaligen Sächsischen Ministerpräsidenten Kurt Biedenkopf.

Der Nationalpark Sächsische Schweiz ist ein deutscher Nationalpark. Er erstreckt sich auf einer Fläche von 93,5 km² über die rechtselbischen Kerngebiete des Elbsandsteingebirges im Freistaat Sachsen. Gegründet wurde der Nationalpark am 1. Oktober 1990 im Rahmen des Nationalparkprogramms der DDR.
Zusammen mit dem umliegenden, 1956 gegründeten Landschaftsschutzgebiet bildet der Nationalpark die Nationalparkregion Sächsische Schweiz. Im benachbarten Tschechien setzt sich das Schutzgebiet im Nationalpark Böhmische Schweiz fort.
Der Nationalpark Sächsische Schweiz ist eine der wichtigsten Attraktionen im Elbsandsteingebirge: Mit jährlich 1,7 Millionen Besuchern erwirtschaftet der Tourismus in der Nationalparkregion so viel, dass damit rechnerisch der Lebensunterhalt von 1.878 Personen gesichert ist.

## Geographie
Der Nationalpark Sächsische Schweiz liegt – in zwei räumlich getrennten Bereichen – im Landkreis Sächsische Schweiz-Osterzgebirge.

### Westlicher Bereich
Dieser Bereich umfasst das Basteigebiet, den Lilienstein und das Polenztal. Im Westen begrenzen die Gemeinden Stadt Wehlen und Lohmen, im Norden die Gemeinden Lohmen und Hohnstein, im Osten Hohnstein und Goßdorf und im Süden die Gemeinden Bad Schandau, Rathen und Stadt Wehlen diesen Bereich. Die Gemeinde Waitzdorf liegt vollständig in diesem Gebiet. Bedeutende Berge sind der Lilienstein (415 m ü. NHN), die Bastei (305 m ü. NHN), der Hockstein (291 m ü. NHN) und der Brand (317 m ü. NHN). Der durch den Amselgrund zur Elbe fließende Grünbach mit dem Amselsee und die Polenz sind die einzigen nennenswerten Gewässer.

### Östlicher Bereich
Der östliche Teil umfasst das Gebiet der Schrammsteine, des Großen Winterberges, des Großen Zschandes und der Hinteren Sächsischen Schweiz. Im Westen begrenzen die Gemeinde Bad Schandau und der Ortsteil Altendorf und im Norden die Sebnitzer Ortsteile Altendorf, Ottendorf und Hinterhermsdorf dieses Gebiet. Im Osten und im Süden grenzt dieser Bereich an den Nationalpark Böhmische Schweiz. Von Schmilka bis Bad Schandau ist die Elbe die südliche Grenze dieses Bereiches. Bedeutende Berge sind der Große Winterberg (556 m ü. NHN), der Neue Wildenstein mit Felsentor Kuhstall (337 m ü. NHN) und der Raumberg (459 m ü. NHN). Die Kirnitzsch ist das einzige nennenswerte Gewässer.

## Geschichte
Die ersten Bestrebungen, die Sächsische Schweiz unter besonderen Schutz zu stellen, gab es seit der zweiten Hälfte des 19. Jahrhunderts. Vorerst wurden nur einzelne Berge, zum Beispiel 1850 der Tiedgestein im Rathener Gebiet, durch Erhaltungsmaßnahmen geschützt. Das Polenztal war das erste Gebiet, das 1912 unter Schutz gestellt wurde. Zwei Vereine, der Landesverein Sächsischer Heimatschutz, gegründet 1908 und der Verein zum Schutz der Sächsischen Schweiz, gegründet 1910, setzten sich bis zum Zweiten Weltkrieg für den Naturschutz ein. Der Gedanke des Schutzes der gesamten Sächsischen Schweiz entstand in den 1930er Jahren. Realisiert wurde 1938 das NSG Bastei (7,85 km²) und 1940 das NSG Polenztal (0,91 km²).
1953 wurden Bestrebungen unternommen, einen Nationalpark Sächsische Schweiz auszurufen. 1954 wurde diese Idee in Bad Schandau Fachleuten und staatlichen Behörden vorgestellt, scheiterte aber letztendlich an der Regierung der DDR, die die Kategorie Nationalpark nicht ins Naturschutzgesetz aufnahm.
Ein einheitliches Landschaftsschutzgebiet Sächsische Schweiz (368 km²) wurde 1956 geschaffen. Ab 1957 versuchten Naturforscher ein Tierschutzgebiet mit einer Fläche von 35 km² einzurichten. Innerhalb des Landschaftsschutzgebietes entstand 1961 das NSG Großer Winterberg. Erweiterungen des NSG erfolgten 1966 um das Gebiet des Großen Zschandes (NSG Großer Winterberg und Zschand) und 1986 um die drei Teilgebiete (Poblätzschwände, Pechofenhörner und Raumberg) auf 10,92 km². Das NSG Kirnitzschklamm (0,53 km²) wurde ebenfalls 1961 ausgerufen.
Zusätzlich zu den Naturschutzgebieten wurden Totalreservate festgelegt. Es handelt sich dabei um Gebiete, die nicht betreten werden durften. Auf Wanderkarten waren diese Gebiete durch eine rote, senkrechte Schraffur gekennzeichnet und in der Natur durch Schilder markiert. Innerhalb des NSG Kirnitzschklamm gab es mit dessen Gründung ein Totalreservat mit einer Fläche 0,22 km². 1979 wurde das Totalreservat Böses Horn in den Bärfangwänden und 1989 die Totalreservate Auerhahnsteig und Weberschlüchte festgelegt. Nationalparks gab es in der DDR bis 1990 nicht.
Aufgrund eines Beschlusses des Ministerrat der Deutschen Demokratischen Republik vom 12. September 1990 erfolgte zum 1. Oktober 1990 die Gründung des Nationalparks Sächsische Schweiz als einheitliches, international übliches und vergleichbares Schutzgebiet. An die offizielle Eröffnung des Nationalparks am 28. April 1991 erinnert ein Gedenkstein an der Wildwiese unterhalb der Schrammsteine.

## Zonierung

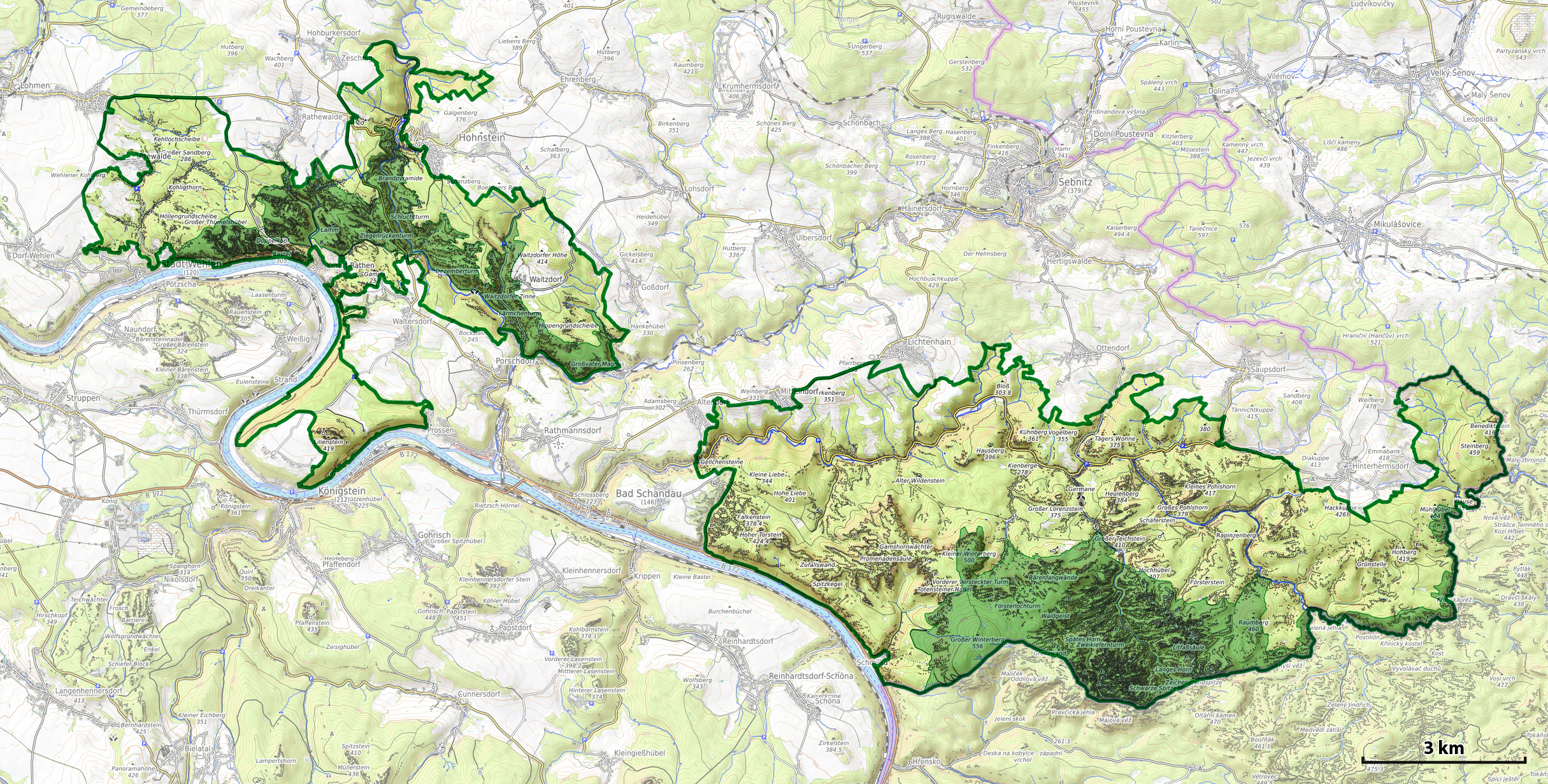
Karte der Nationalparks mit der Kernzone in flächig Grün

Einen besonderen Schutz genießen die Kernzonen (Naturdynamikzonen) im Nationalpark. In ihnen wird die Natur sich selbst überlassen; es gibt keine forstwirtschaftlichen Eingriffe mehr, außer
- Eingrenzung einer Massenvermehrung von Forstinsekten
- Förderung einzelner Weißtannen
- Zurückdrängung gebietsfremder, besonders expansiver Baumarten (wie Weymouthskiefer)
- Erhaltung besonders markanter Sichtbeziehungen (Aussichtspunkte)
- Entnahme und Verwendung von Bäumen zur Wegeunterhaltung in schwer zugänglichen Geländebereichen[8]

Im westlichen Bereich des Nationalparkes umfasst die Kernzone die Bastei, das Polenztal und das Brandgebiet. Im östlichen Bereich sind es das Gebiet Großer Winterberg, Großer Zschand und die Kirnitzschklamm.
Die Festlegung von Naturdynamikzonen ist Voraussetzung, damit der Nationalpark von der IUCN (World Conservation Union) als Nationalpark (Schutzgebiet der Kategorie II nach IUCN-System) anerkannt zu werden. Nach den Richtlinien müssen mindestens 75 % der Fläche als Naturdynamikzone (Kernzone) ausgewiesen sein. Es gibt 4 Zonierungsarten
- Kernzone (23 % der Fläche des Nationalparkes)
- Naturzone A (37 % der Fläche des Nationalparkes), auch als Ruhebereich bzw. Ruhezone bezeichnet. Es erfolgt kein lenkender oder nutzender Eingriff in die Natur, um natürliche Prozesse zu sichern. Die Naturzone A schließt die Kernzone mit ein.
- Naturzone B (58 % der Fläche des Nationalparkes), auch als Entwicklungszone bezeichnet. Es erfolgen nur noch lenkende Eingriffe in die Natur.
- Pflegezone (5 % der Fläche des Nationalparkes) Es erfolgt eine dauerhafte Pflege der Zone.

Die Kernzone und die Naturzone A bilden die Grundlage als Schutzgebiet der Kategorie II.

## Ökologisches Netz Natura 2000
Der Nationalpark ist Bestandteil des europäischen ökologischen Netzes Natura 2000. Als Europäisches Vogelschutzgebiet und FFH-Gebiet wurde der Nationalpark Sächsische Schweiz an die EU-Kommission gemeldet und mit Grundschutzverordnungen rechtlich gesichert.
Als Schutzgegenstände sind von Bedeutung:
Lebensraumtypen
- Silikatfelsen mit Felsspaltenvegetation
- Flechten-Kiefernwälder
- Hainsimsen- und Waldmeister-Buchenwälder
- Schlucht- und Hangmischwälder
- Fließgewässer mit Unterwasservegetation

Tier- und Pflanzenarten
- Prächtiger Dünnfarn
- Einer der vielen kleinen Wasserfälle in der Sächsischen SchweizAtlantischer Lachs, Westgroppe

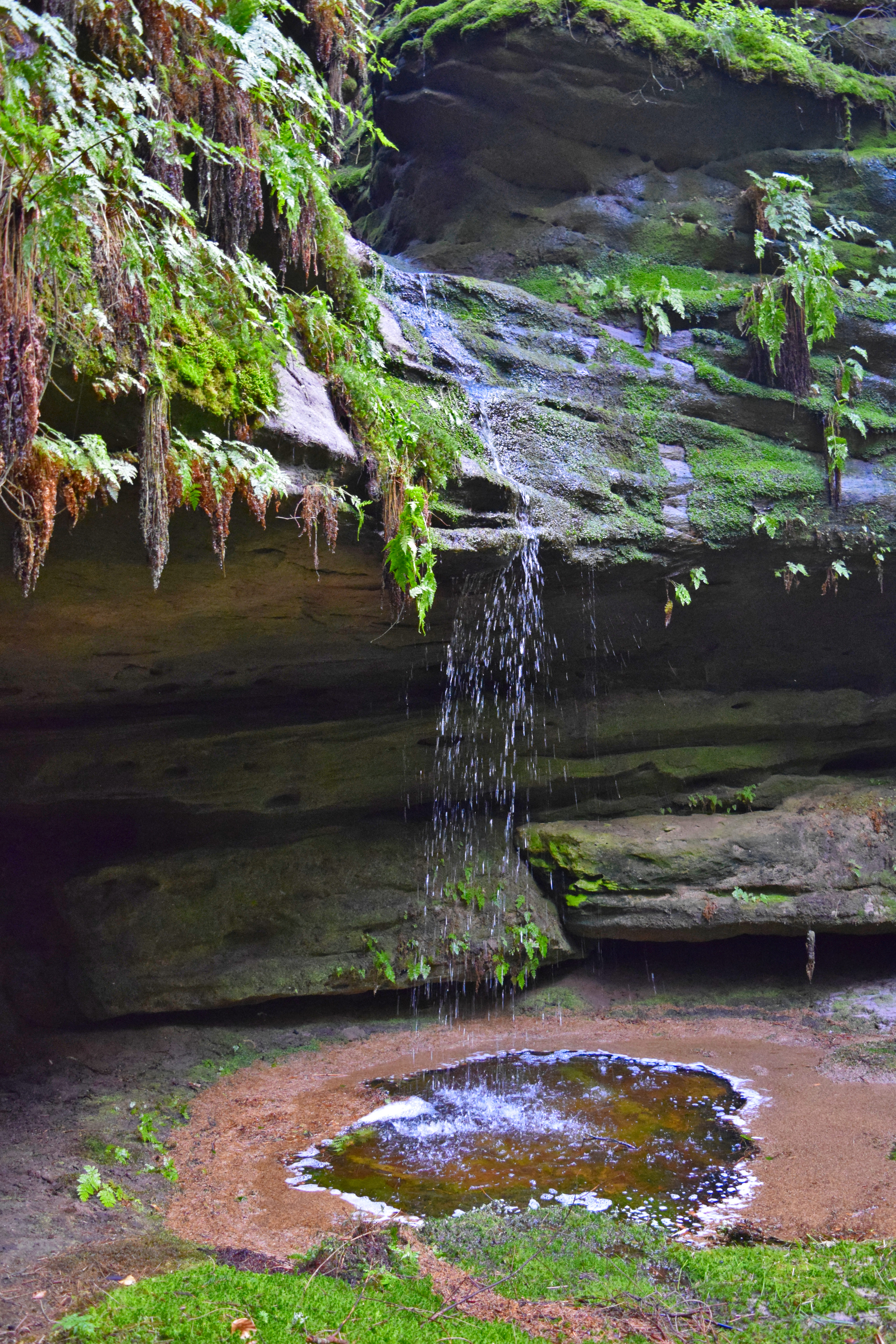
Einer der vielen kleinen Wasserfälle in der Sächsischen Schweiz

- Großes Mausohr, Mopsfledermaus, Kleine Hufeisennase
- Wanderfalke, Uhu, Sperlingskauz, Raufußkauz, Neuntöter, Schwarzspecht, Schwarzstorch

## Klima
Das Klima im Nationalpark weist Extreme auf, die sich durch die starke Gliederung der Landschaft erklären. Die tief eingeschnittenen, canyonartigen Schluchten weisen ein kühles, feuchtes Kellerklima auf. Ursache dafür ist die geringe Sonneneinstrahlung und die schwache Windbewegung. Auf der anderen Seite sind die teilweise bewuchslosen Felsriffe in den Sommermonaten starken Temperaturschwankungen, zwischen Tag und Nacht bis zu 60 Grad, und in den Herbst- und Wintermonaten starken Windbewegungen ausgesetzt.
Die Durchschnittstemperatur liegt bei 7 °C und ist im Elbtal höher als im Gebiet der Hinteren Sächsischen Schweiz. Die jährliche Niederschlagsmenge liegt bei 700–900 mm und ist im Elbtal am geringsten. Aufgrund der Trockenheit ist es in der Sächsischen Schweiz im Jahr des Hitzesommers 2018 zu 15 Waldbränden gekommen.

## Ökologie

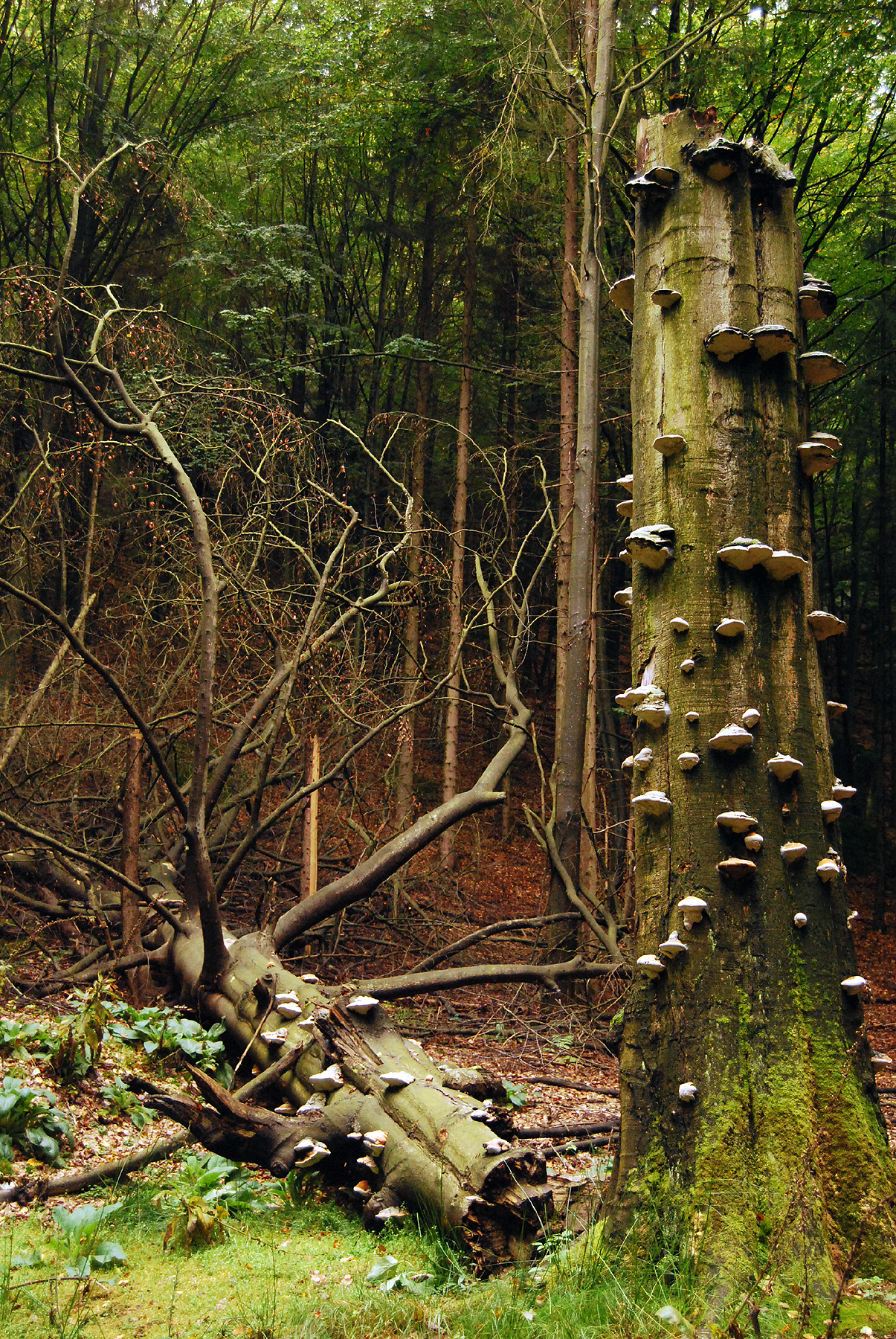
Ein pilzbewachsener Stamm im Großen Zschand

### Flora

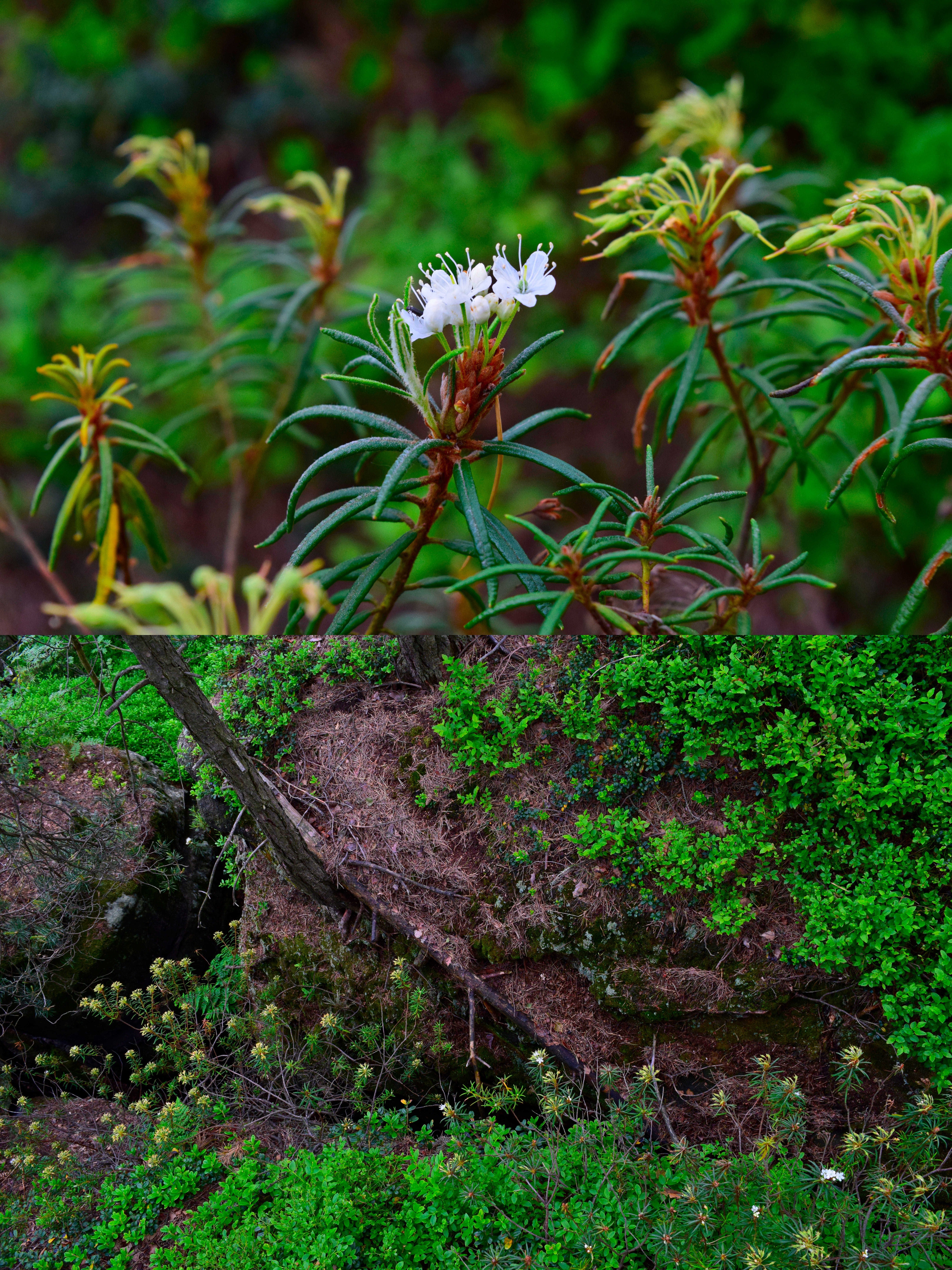
Blühender Sumpfporst an einer Felsspalte in einem feuchten Tälchen in der Sächsischen Schweiz

#### Wald
Ohne forstwirtschaftliche Nutzung würde das Gebiet des Nationalparkes heute zum größten Teil aus Eichen-Hainbuchen-Wäldern bestehen. Seit etwa 200 Jahren ist dieser Naturwald in großen Teilen durch Fichtenwald ausgetauscht worden und wird heute langsam wieder in einen naturnahen Laubwald umgewandelt. Die starke Gliederung der Landschaft und geologische Störungen im Sandstein führen zu Besonderheiten in der Flora. Gebiete mit früheren, vulkanischen Aktivitäten sind durch einen Buchenbestand gekennzeichnet. Typisch dafür ist das Gebiet um den Großen Winterberg, Raumberg und der Zeughausgang vom Goldstein bis Hinterhermsdorf. Auf den freistehenden Felsriffen sind die Riffkiefernwälder dominant, die durch die Einwirkung von Wind teilweise den Windflüchtern an Küsten ähnlich sind. In den Schluchten kommt es aufgrund des Kellerklimas zu einer Inversion der Waldhöhenstufen. Vereinzelt sind an den Hängen Weißtannen zu finden.

#### Bodenvegetation
Im Kirnitzschtal zwischen der Oberen und Unteren Schleuse und zwischen der Neumannmühle und Bad Schandau haben sich kleine Auenwiesen gebildet. Die Bodenvegetation, soweit vorhanden, besteht aus Heidekraut, Farnen und Heidelbeerkraut. Als weitere Pflanzen im Bodenbereich ist der Sumpfporst und das Fuchssche Kreuzkraut zu erwähnen. Auf feuchten Felsflächen (Schichtfugen, Mundlochbereiche von Höhlen) wächst ganzjährig das an geringste Lichtverfügbarkeit und saure Wässer gut angepasste Leuchtmoos. Im gesamten Nationalpark konnten 452 Moosarten nachgewiesen werden.
Eine Besonderheit stellt das Vorkommen von Bergpflanzen in den verhältnismäßig tiefen Lagen dar. Zu erwähnen sind beispielsweise der Weiße Pestwurz, der Quirlige Weißwurz und das Silberblatt.
Hanf ist die Wirtspflanze des bislang nur in der Sächsischen Schweiz nachgewiesenen endoparasitären Ständerpilzes Uredo kriegeriana. Standortfremde Pflanzen sind das Drüsige Springkraut und die Weymouthskiefer.

### Fauna
Bedingt durch die große geschlossene Waldfläche im östlichen Teil des Nationalparkes und die daran unmittelbar anschließende im Nationalpark Böhmische Schweiz, die nahezu unbesiedelt sind, hat eine Vielzahl von seltenen Tierarten hier ein Rückzugsgebiet gefunden und es konnten bereits erloschene Populationen erfolgreich wieder angesiedelt werden.

#### Vögel
Im Nationalpark konnten über 250 Vogelarten nachgewiesen werden. Etwa 120 von ihnen nutzen das Elbsandsteingebirge zudem als Brutplatz. Stark verbreitet sind unter anderem der Wanderfalke, der Uhu und der Sperlingskauz. Der neu angesiedelte Schwarzstorch weist ebenfalls eine stabile Population auf. Auch Deutschlands bisher einziges Würgfalkenpaar brütete in der Sächsischen Schweiz. Arten, wie das Auerhuhn oder der Ziegenmelker, die die einst charakteristische Arten des Nationalparks waren, sind bis heute im gesamten Gebirge ausgerottet.

#### Säugetiere
Große Huftiere, wie Wisente oder Auerochsen wurden bereits im Mittelalter ausgerottet. Heute leben im Nationalpark hauptsächlich Rothirsche und Wildschweine. Gebietsfremde Arten, wie das Mufflon oder die Gämse wurden vom Menschen aus Jagdgründen im Gebirge angesiedelt.
Große Räuber, wie Braunbären oder Wölfe, wurden vor mehreren hundert Jahren ausgerottet. Der Luchs ist seit den 1930er Jahren wieder vereinzelt im Nationalpark anzutreffen. Zudem leben hier Dachse, seltene Marder, wie der Baummarder, und Fischotter.
16 der 18 in Deutschland heimischen Fledermausarten leben in der Sächsischen Schweiz. Auch der Maulwurf ist im Gebirge weit verbreitet und besiedelt sogar die Sandstein-Felsgebiete. Die Population des Braunbrustigels ist aufgrund des zunehmenden Autoverkehrs stark rückläufig.
Mehrere Nagetiere leben im Nationalpark. Weit verbreitet ist das Eichhörnchen. Zudem sind Siebenschläfer und Haselmäuse anzutreffen. Der Gartenschläfer und der Hamster sind mittlerweile ausgerottet, die Population der Feldhasen ist stark rückläufig. Der Biber konnte wieder erfolgreich an der Elbe und ihren Nebenflüssen angesiedelt werden.

#### Reptilien
Im Nationalpark sind 6 Arten nachgewiesen. Weit verbreitet sind die Blindschleiche und die Waldeidechse. Zudem leben im Nationalpark die Zauneidechse und die Ringelnatter. Vom Bestand gefährdet ist die Glattnatter. Die Kreuzotter ist die einzige Giftschlange in der Sächsischen Schweiz. Im untersuchten Zeitraum von 1955 bis 1975 wurde kein einziger Todesfall durch den Biss einer Kreuzotter nachgewiesen.

#### Amphibien

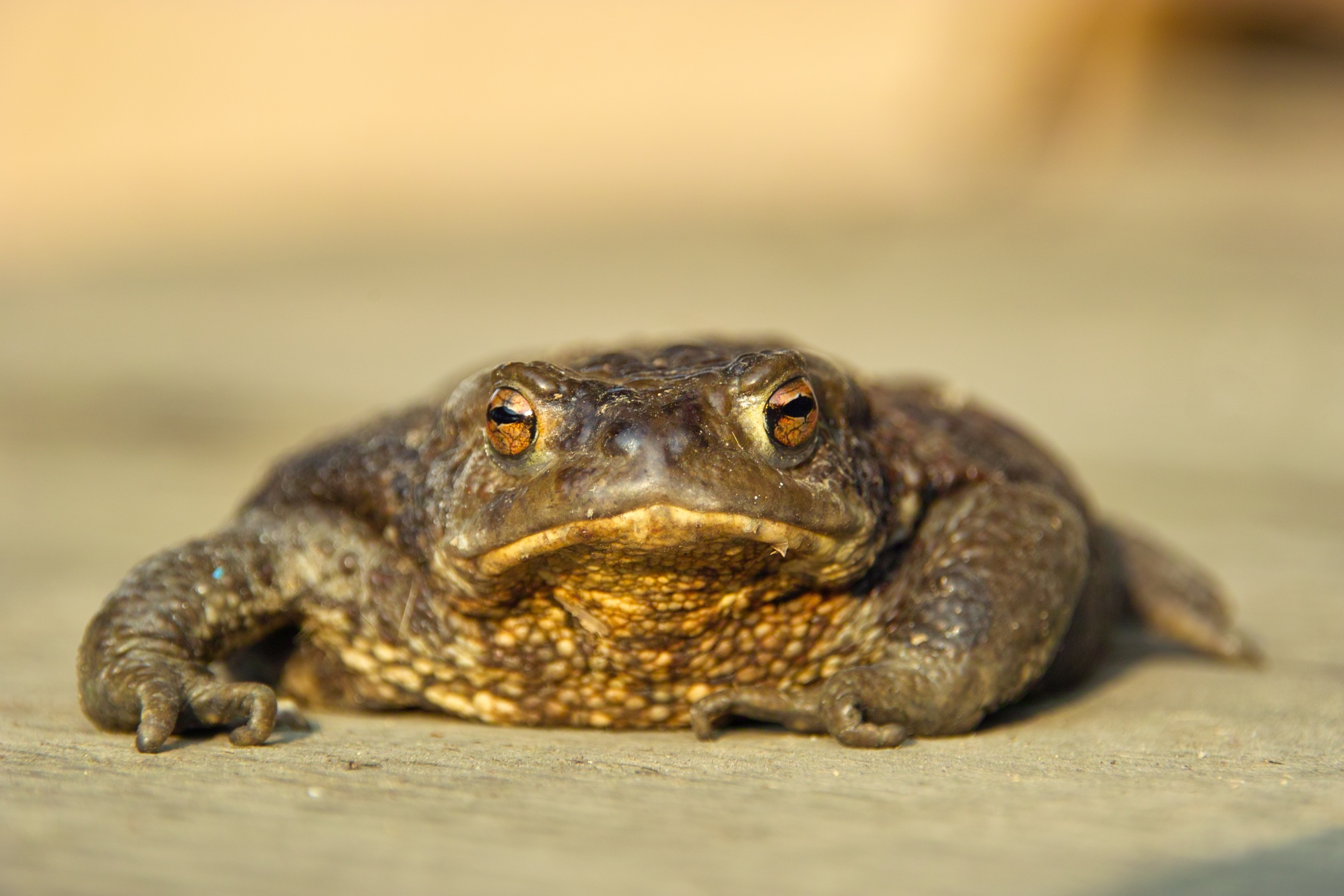
Erdkröte im Nationalpark

Im Nationalpark leben mehrere Frosch- und Molcharten. Weit verbreitet sind der Grasfrosch und die Erdkröte. Seltene Vertreter ihrer Art sind Feuersalamander, Springfrösche und Teichmolche. Der Laubfrosch konnte seit mehr als 50 Jahren nicht mehr im Gebiet des Nationalparks nachgewiesen werden.

#### Fische
Das dichte Fließgewässernetz der Sächsischen Schweiz, welches hauptsächlich aus der Elbe und deren Zuflüsse besteht, bietet 40 Fischarten ein Zuhause. Früher ausgestorbene Arten, wie der Atlantische Lachs, konnten erfolgreich wieder angesiedelt werden. Zudem leben in den Flüssen Quappen, Elritzen und Bitterlinge.

#### Erfolgreiche Wiederansiedelungen
Der Wanderfalke war in den 1970ern vollständig verschwunden und wurde seit Anfang der 1990er wieder angesiedelt. Derzeit existiert eine stabile Population. Für ihren erfolgreichen Ausbau werden während der Brut- und Aufzuchtzeit (März bis August) Horstschutzzonen eingerichtet.
Am Anfang des 19. Jahrhunderts war das Wildschwein ausgerottet, siedelte sich aber ohne menschliches Zutun seit den 1950ern wieder an und stellt heute eine starke, schadenanrichtende Population dar. 1907 bis 1911 und 1937 bis 1939 wurden Gämsen ausgesetzt, deren Nachfahren heute noch eine stabile Gämsenpopulation bilden. Gleiches gilt für die Einbürgerung von Mufflons seit den 1930ern.
Trotz mehrerer Vorschläge, das seit den 1970ern nicht mehr nachgewiesene Auerhuhn wieder anzusiedeln, fehlt bis heute eine Population dieses Vogels im Nationalpark.
Im Jahr 1743 wurde der letzte Luchs erlegt. Der Luchsstein im Lindengründel erinnert daran. Bestätigte Sichtungen eines Luchses in freier Wildbahn gibt es bis heute nicht; es wird aufgrund von Kotausscheidungen, Fährten und gerissenem Wild vermutet, dass sich inzwischen wieder eine kleine Luchspopulation angesiedelt hat.

## Tourismus

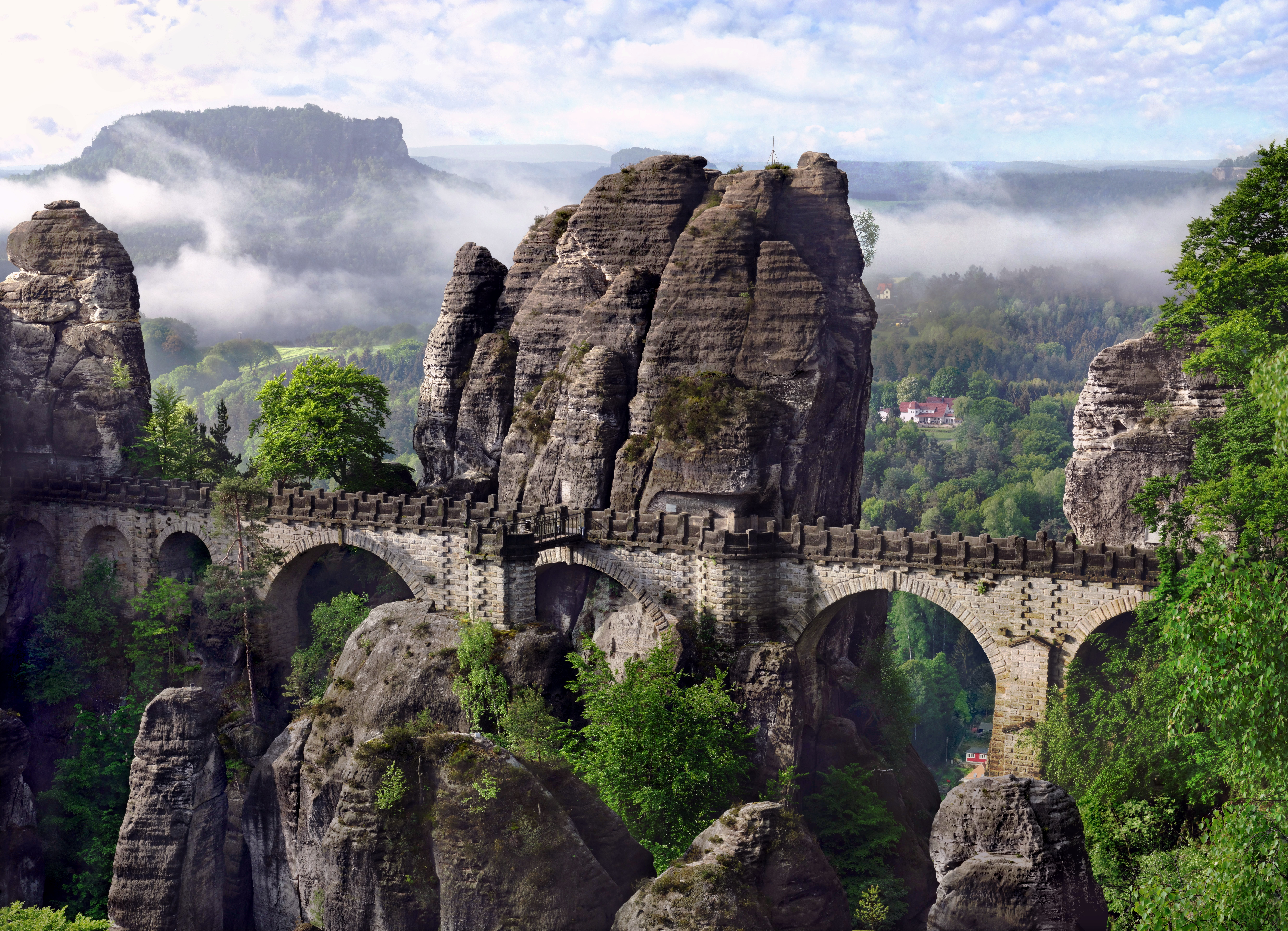
Blick auf die Basteibrücke am bekannten Aussichtspunkt Bastei, die Bastei zählt pro Jahr etwa 1,5 Millionen Besucher. Es gibt in den deutschen Nationalparks keinen anderen Punkt mit einer so hohen Besucherdichte.

### Wandern
Die Erschließung des Wegenetzes im heutigen Nationalpark erfolgte in der ersten Hälfte des 19. Jahrhunderts und war zu Beginn des 20. Jahrhunderts abgeschlossen. Vollständig ist es in historischen Routenführern (z. B. Meinholds Routenführer) abgebildet. Bereits in den 1980ern kam es zu ersten Sperrungen (Gratweg Thorwalder Wände) und Ausweisung von Totalreservaten, die nicht mehr betreten werden durften.
Heute steht im Nationalpark ein markiertes Wegenetz von 400 km, zahlreiche Berggaststätten und ein Radwegenetz von 50 km zur Verfügung. Es besteht im Nationalpark Wegepflicht. Außerhalb der Kernzone dürfen alle Wege benutzt werden, innerhalb der Kernzone nur markierte Wege. Die Markierung erfolgt nach folgender Abstufung.
- Hauptwanderwege – gut ausgebaute Wanderwege: weißes Quadrat mit farbigem Strich oder Kreis mit folgender Farbbedeutung
  - blau – überregionaler Weg
  - rot – regionaler Weg
  - grün und gelb – lokaler Weg
- Bergpfad – Wege die nur minimal ausgebaut sind und Trittsicherheit und zum Teil Schwindelfreiheit erfordern: Graues Rechteck mit grünem Dreieck, dessen Spitze in Wegerichtung zeigt.
- Bergsteigerzugang – nur für Bergsteiger als Zugang zu Klettergipfeln zu benutzen: Weißer Kreis mit schwarzem Dreieck, dessen Spitze in Wegerichtung zeigt und schwarzem Umkreis
- gesperrter Weg: weißer Kreis mit schwarzem Kreuz und schwarzem Umkreis um das Kreuz

Zusätzlich gibt es noch folgende Sondermarkierungen.
- Lehrpfade (z. B. Flößersteig): weißes Quadrat mit grünem Diagonalstrich
- Europäischer Fernwanderweg E3: weißes Quadrat mit blauem E3
- Malerweg – historischer Wanderweg: weißes Quadrat mit stilisiertem M

Der Internationale Bergwanderweg der Freundschaft Eisenach-Budapest (EB) ist heute in den Europäischen Wanderweg E3 integriert.

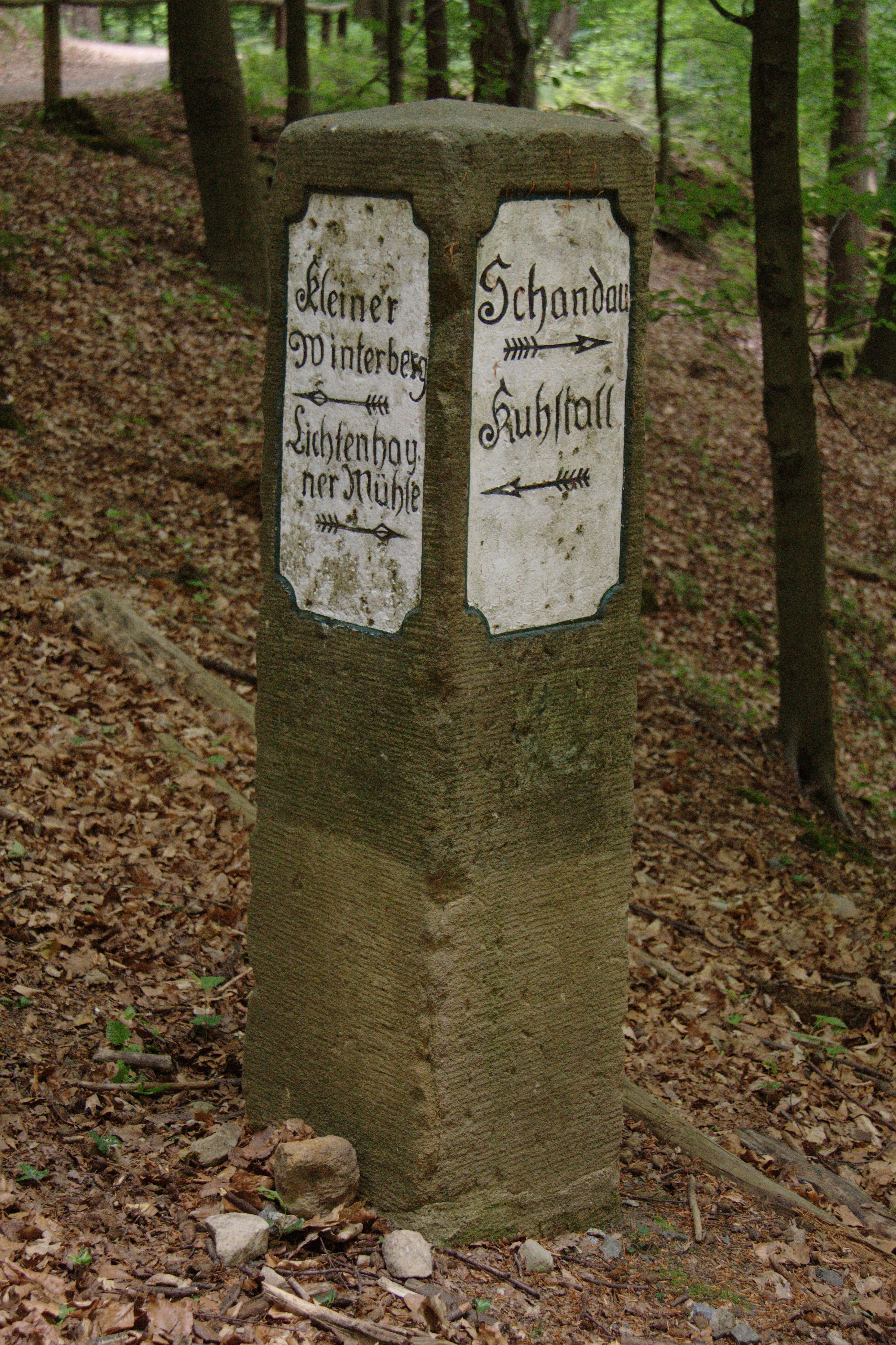
Historischer Wegweiser am Fremdenweg
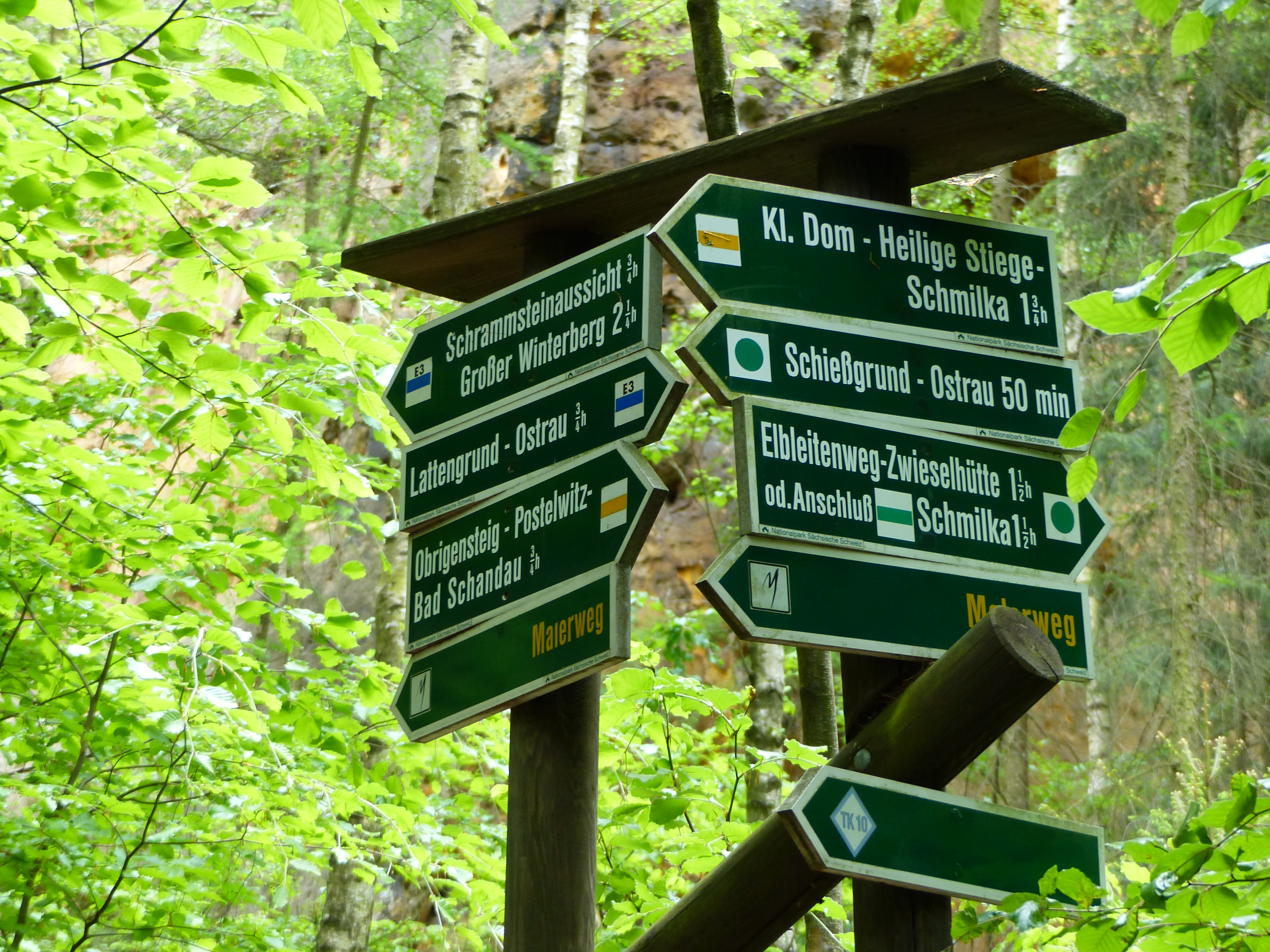
Wanderwegweiser mit verschiedenen Hauptwanderwegen am Großen Schrammtor, markiert ist hier auch der Europäische Fernwanderweg E3, der Malerweg und ein Terrainkurweg (TK 10) vom Kneippkurort Bad Schandau
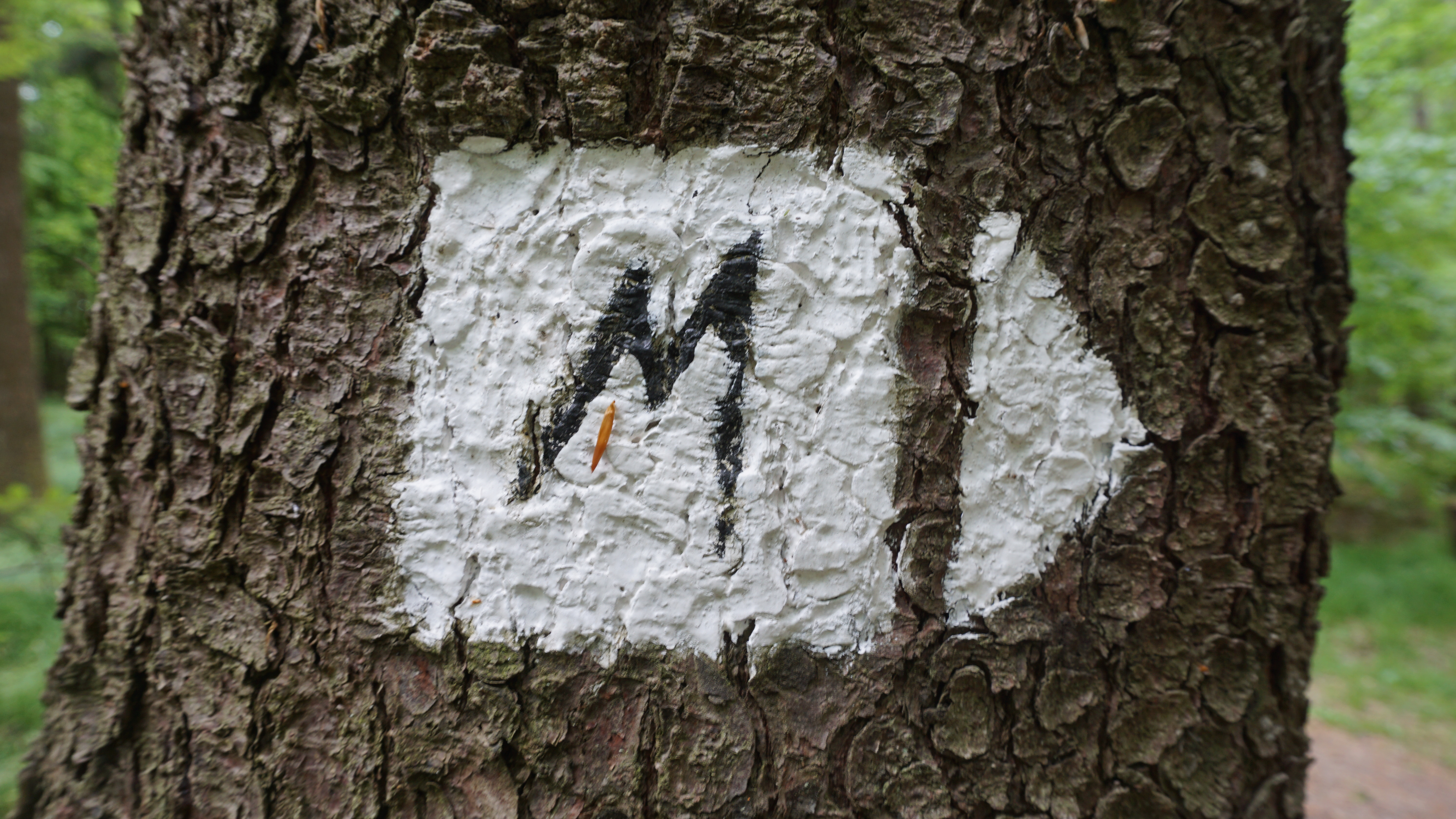
Markierung des Malerweges
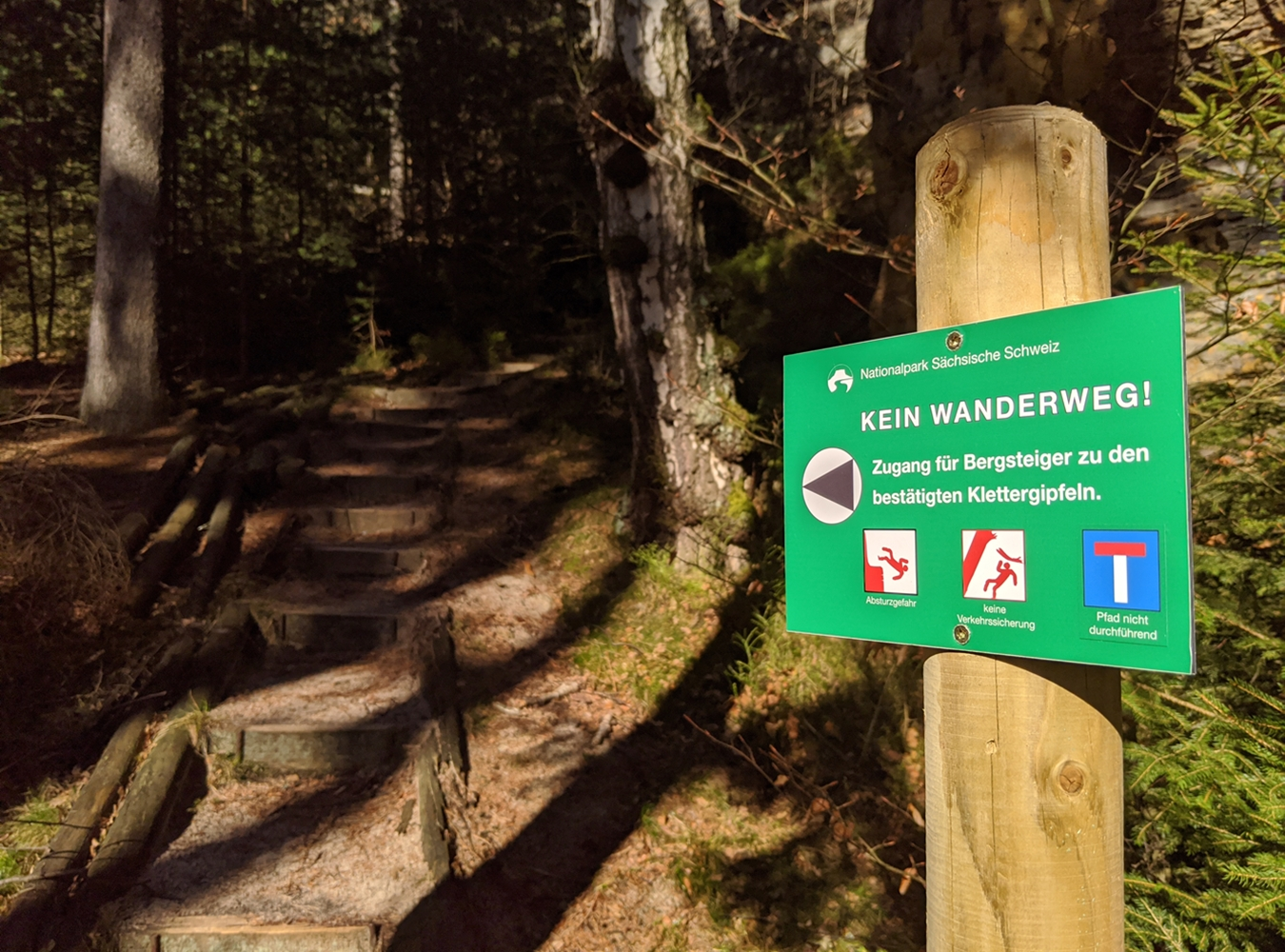
Bergsteigerzugang in den Schrammsteinen
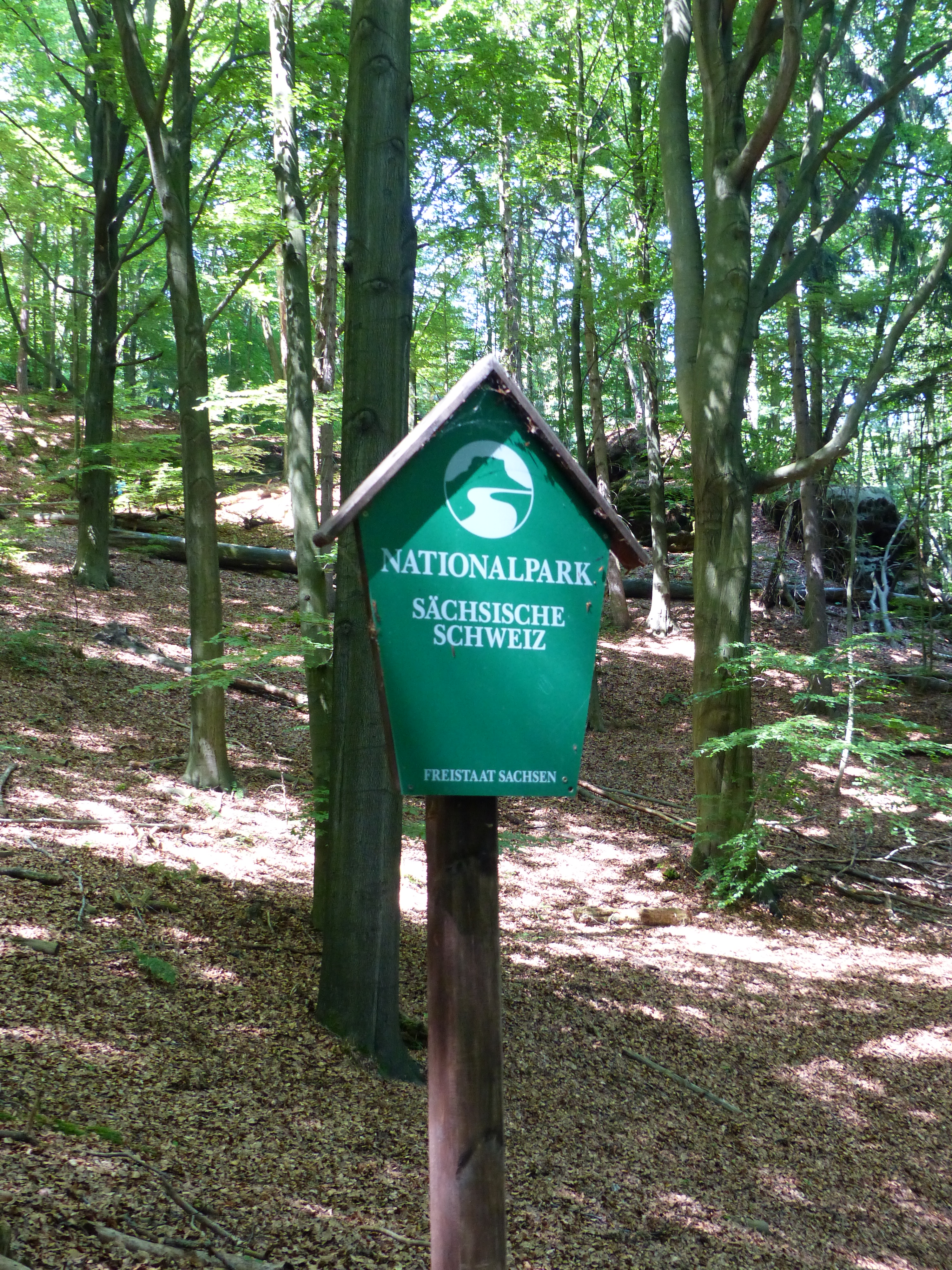
Grenzschild des Nationalparks bei Rathen
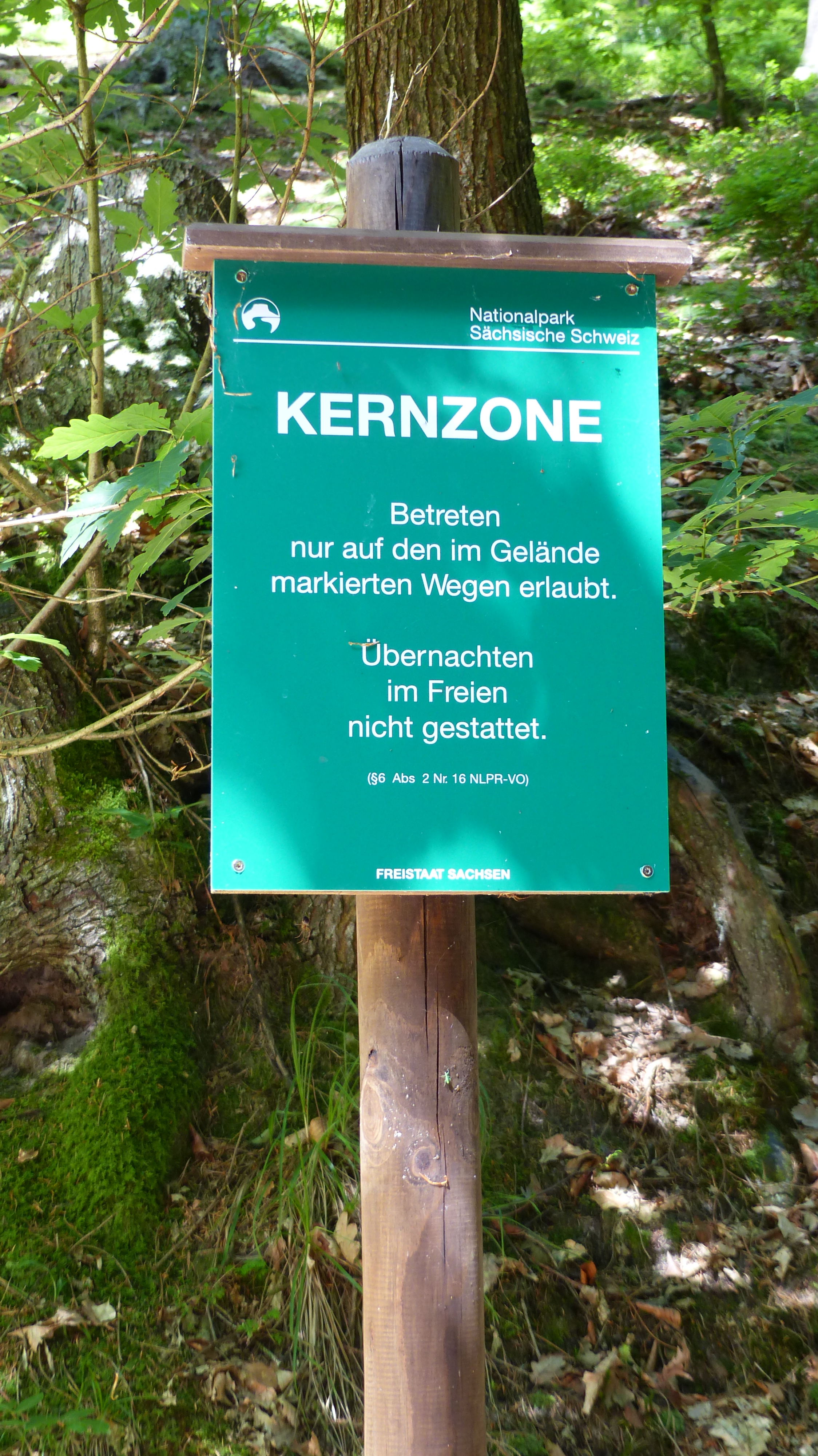
Kernzonenschild im Amselgrund bei Rathen

### Wegekonzept

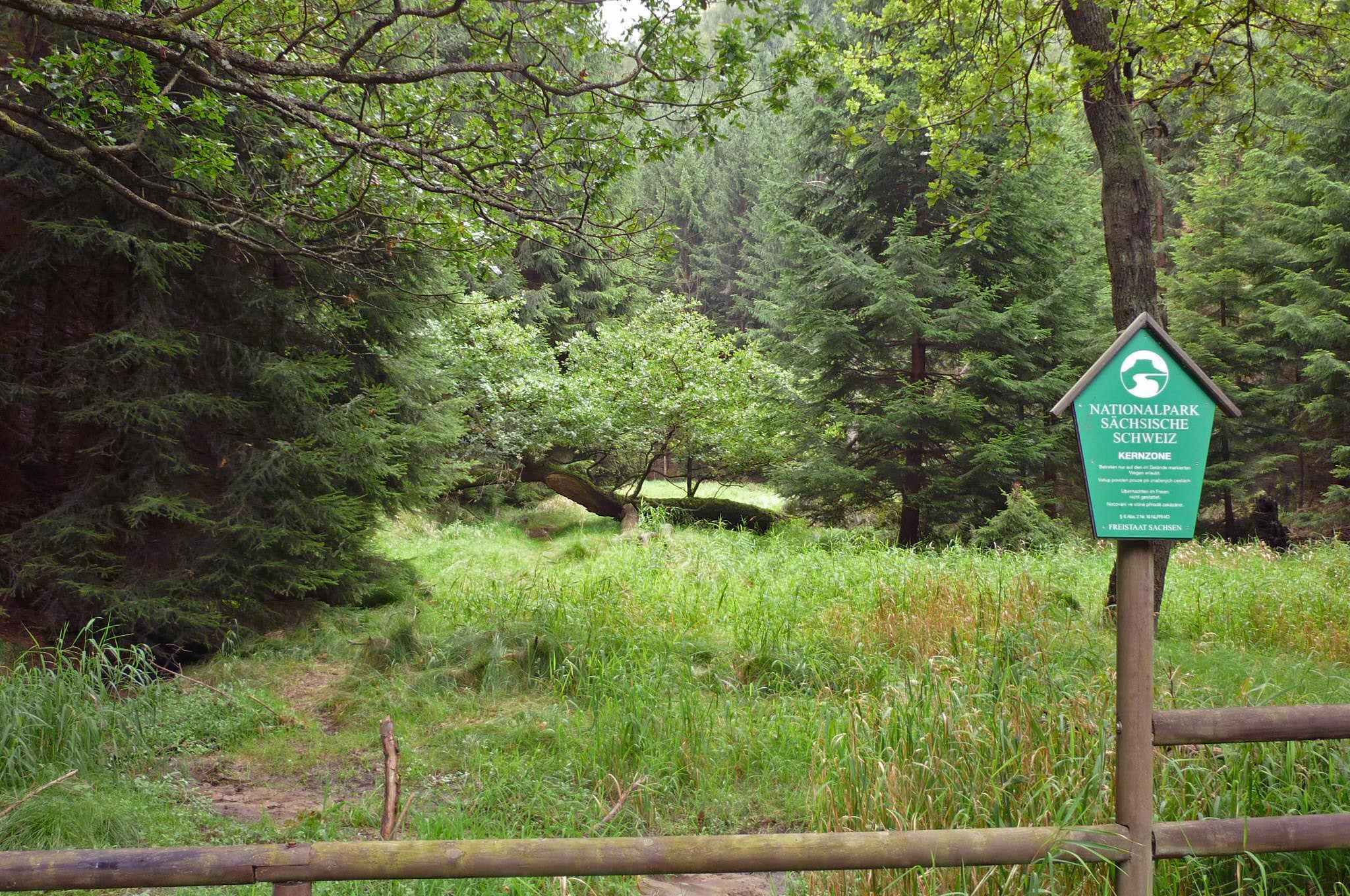
Ende des offiziellen Wanderweges im Großen Zschand am Abzweig Hickelschlüchte, früher führte der Weg von hier weiter über die deutsch-tschechische Grenze nach Rainwiese, dieser Wegeabschnitt ist mittlerweile weitestgehend renaturiert

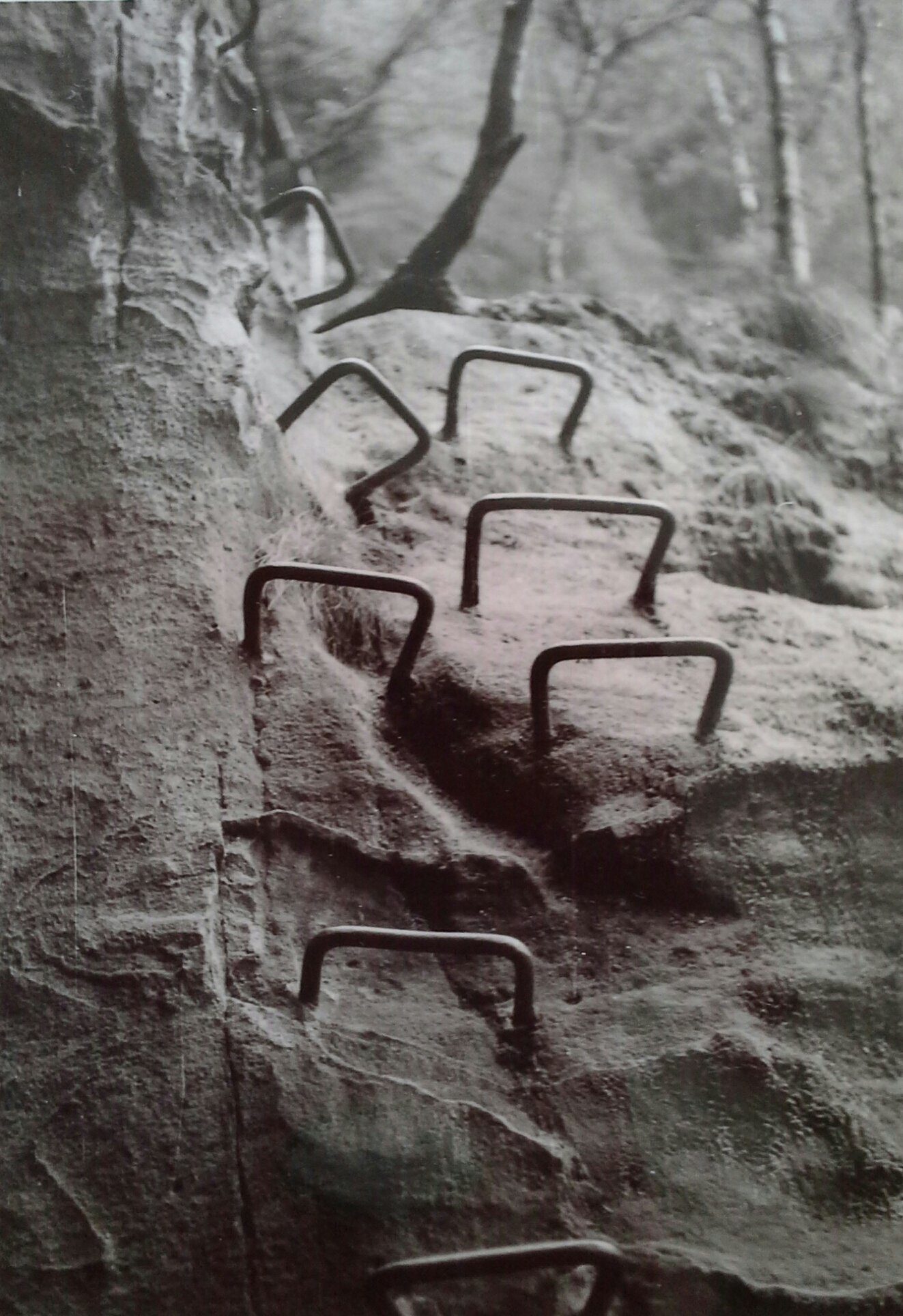
Tritthilfen in den 1970er Jahren.

Nahezu alle Steiganlagen blieben bis Anfang der 1990er erhalten und ermöglichten Wanderungen auf dem historischen Wegenetz. Im Jahr 2000 wurde die ständige Arbeitsgruppe Wege im Nationalpark gebildet, die unter anderen aus Vertretern folgender Institutionen bestand.
- Nationalparkverwaltung
- Tourismusverband Sächsische Schweiz[15]
- Sächsischer Bergsteigerbund
- Gemeinden in Nationalpark
- Naturschutzverbände
- Sächsisches Staatsministerium für Energie, Klimaschutz, Umwelt und Landwirtschaft (SMEKUL)

Das Ergebnis der Tagungen im Jahr 2000 war der Entwurf eines Wegekonzeptes, der am 12. Februar 2001 durch das SMUL als Bekanntmachung veröffentlicht wurde. Damit gehörten einige historische Wege nicht mehr zum offiziellen Wegenetz.
- Fremdenweg bzw. Grenzweg zwischen dem Großen Winterberg und dem Prebischtor (früher die klassische Durchquerung der Sächsisch-Böhmischen Schweiz)
- oberer Teil des Wanderwegs durch den Gr. Zschand nach Rainwiese (Mezní Louka) ab Abzweig Hickelschlüchte
- Wanderweg ab Webergrotte durch die Partschenhörner zum Anschluss Gabrielensteig auf böhmischer Seite
- Wanderweg vom Altarstein durch den Ziegengrund nach Hinterdittersbach
- Schlängelweg im Bereich Großer Winterberg – Pascherweg (Landesgrenze) unterhalb der Silberwand (Stříbrné stěny) – Heuweg nach Hřensko (Herrnskretschen)

2014 gab die Nationalparkverwaltung bekannt, dass 12 neue Wege markiert wurden.
Die Arbeitsgruppe tagt jährlich mindestens zweimal. Die Existenz dieser Gruppe ist in der Nationalparkverordnung gesetzlich garantiert.
Bezüglich des etwa 4 km langen Grenzweges zwischen Großem Winterberg und Großem Zschand entlang der deutsch-tschechischen Grenze konnte keine Einigung zwischen der Böhmischen und der Sächsischen Nationalparkverwaltung erzielt werden.

### Klettern
Die klettertechnische Erschließung begann in der zweiten Hälfte des 19. Jahrhunderts und geht, was neue Kletterrouten betrifft, bis heute weiter. Es gibt 1147 Klettergipfel mit über 15000 Kletterwegen im Nationalparkgebiet. Verschiedene Klettergipfel unterliegen aus Naturschutzgründen (Brutzeit) zeitlichen Sperrungen. Geklettert werden darf ausschließlich nach den sächsischen Kletterregeln.

### Fahrradfahren
Gut 50 Kilometer Wegenetz sind für den Fahrradverkehr offiziell ausgewiesen. Sie binden den überregionalen Elberadweg und das böhmische Rad-Wege-Netz an. Die Wege sind meist nicht asphaltiert und werden gleichzeitig von Wanderern genutzt, die im gesamten Nationalpark Vorrang haben. Diverse Fahrradbusse bringen einen direkt zu den Startpunkten. Vom Fahrradfahren während der Dämmerung rät die Nationalparkverwaltung dringend ab, da die hier lebenden Wildtiere zu dieser Zeit besonders störempfindlich sind.

## Probleme
Eine im April 2012 abgeschlossene, im Rahmen der Gesamtevaluierung der Deutschen Nationalparke vorgenommene Evaluierung kam zu einem kritischen Fazit hinsichtlich der Einhaltung der Qualitätskriterien und -standards für deutsche Nationalparke im Nationalpark Sächsische Schweiz.
Im Einzelnen wurde insbesondere folgende Probleme benannt:
- Das 75-%-Wildnis-Ziel (dessen Erreichung auch Voraussetzung für eine internationale Anerkennung des Nationalparks ist), soll erst 43 Jahre nach Gründung im Jahr 2033 erreicht werden.
- Die tatsächliche Prozessschutz-Fläche, auf der keine menschlichen Eingriffe erfolgen, ist sehr stark zergliedert. Diese Flächen weisen infolge von Forststraßen, Wanderwegen, Bergpfaden und Zugangswegen zu Kletterfelsen einen außerordentlich hohen Zerschneidungsgrad mit entsprechendem Beeinträchtigungspotenzial durch Besucher auf. Hinzu kommt eine starke touristische (Über)-Nutzung. Weiterhin erfolgte eine fast flächendeckende Bejagung des Wilds, so dass eine „Strenge Naturzone ohne Management“ nach internationalem Standard praktisch nicht existiert. Es gibt bislang kein Konzept zur weiteren Reduzierung der außerordentlich hohen Wegedichte. Eine Reduzierung der Wegedichte wird vom Umweltministerium abgelehnt.[22]
- Hoher Anteil an nicht standortgemäßen Fichtenforsten bei insgesamt noch unterdurchschnittlichem Grad an Naturnähe.
- Noch zu geringe Ausstattung mit Rangern führt zu unzureichender Besucherinformation und Gebietskontrolle.

### Borkenkäferbefall 2017–2021

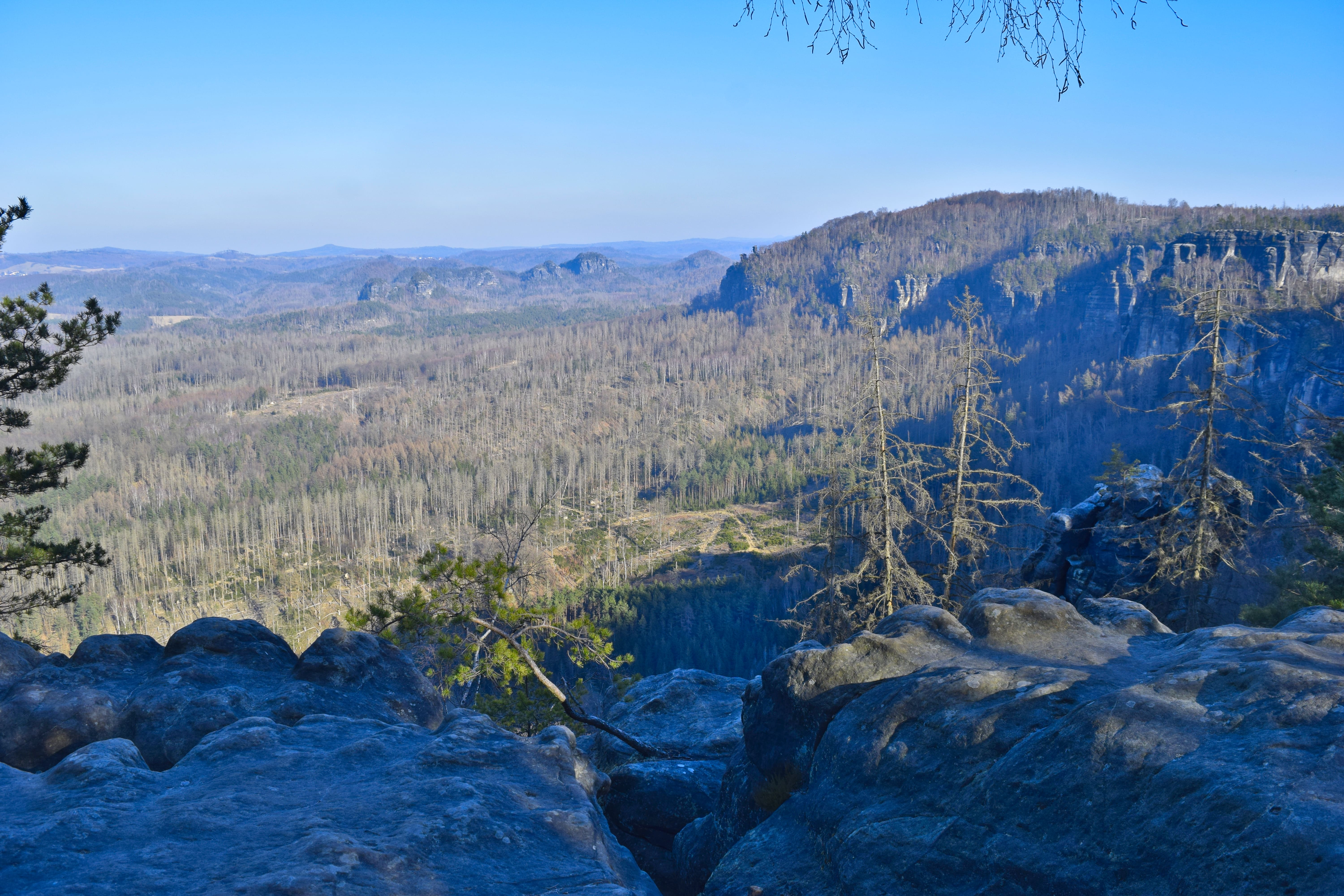
Borkenkäferschäden vom Langen Horn in Richtung Naßschlüchte (März 2022)

Der seit mehreren Jahren lokal begrenzte Borkenkäferbefall stellte kein Problem dar. Ab 2017 kam es zu einem flächenhaften Borkenkäferbefall, weil einige Sommer heiß und trocken waren (insbesondere 2017, 2018, 2019) und weil die Fichten nicht mehr forstwirtschaftlich genutzt wurden und überaltert waren bzw. sind.
Besonders betroffen davon war die Kernzone Großer Winterberg/Großer Zschand/Thorwalder Wände. Die meisten Wege in diesem Gebiet waren 2021 nicht mehr begehbar.
Voraussetzung, um die Wege wieder herzustellen, das Totholz neben den Wegen zu fällen und vor Ort zu lassen, ist eine FFH-Prüfung für jeden einzelnen Weg. Ohne FFH-Prüfung ist nur das Freischneiden des Weges an sich möglich. Es gibt zwei grundsätzliche Positionen zur Wiederherstellung der Wege. Der Sächsische Bergsteigerbund (SBB), die Gemeinden und die Tourismusbranche unterstützen den Stufenplan des SBB. Der BUND Sachsen forderte Mitte 2021 eine Reduzierung der Wege.
Die Nationalparkverwaltung stand einer zeitnahen Räumung ablehnend gegenüber. Erst nach massiver Intervention des SBB, der Gemeinden und von Vertretern der Tourismusbranche beim sächsischen Ministerpräsidenten Michael Kretschmer kam es zu einer Übereinkunft über die Wiederherstellung der Wanderinfrastruktur in den betroffenen Gebieten. Wegen der teilweise schweren Zugänglichkeit wurde Anfang August probeweise Spezialtechnik eingesetzt, um die ersten Wege des Stufenplanes wieder zugänglich zu machen.
Nachdem in den 1920er Jahren eine große Nonnenfalterplage etliche Bereiche im Nationalpark befiel, ging man zu Fichtenanbau über; dieser monokulturelle Reihenanbau ist nicht resistent. Bisweilen forschte man in Graupa über die Resistenzsteigerung mittels umstrittener Gentechnik (Forstgenetik).

### Kontroverse Naturpark

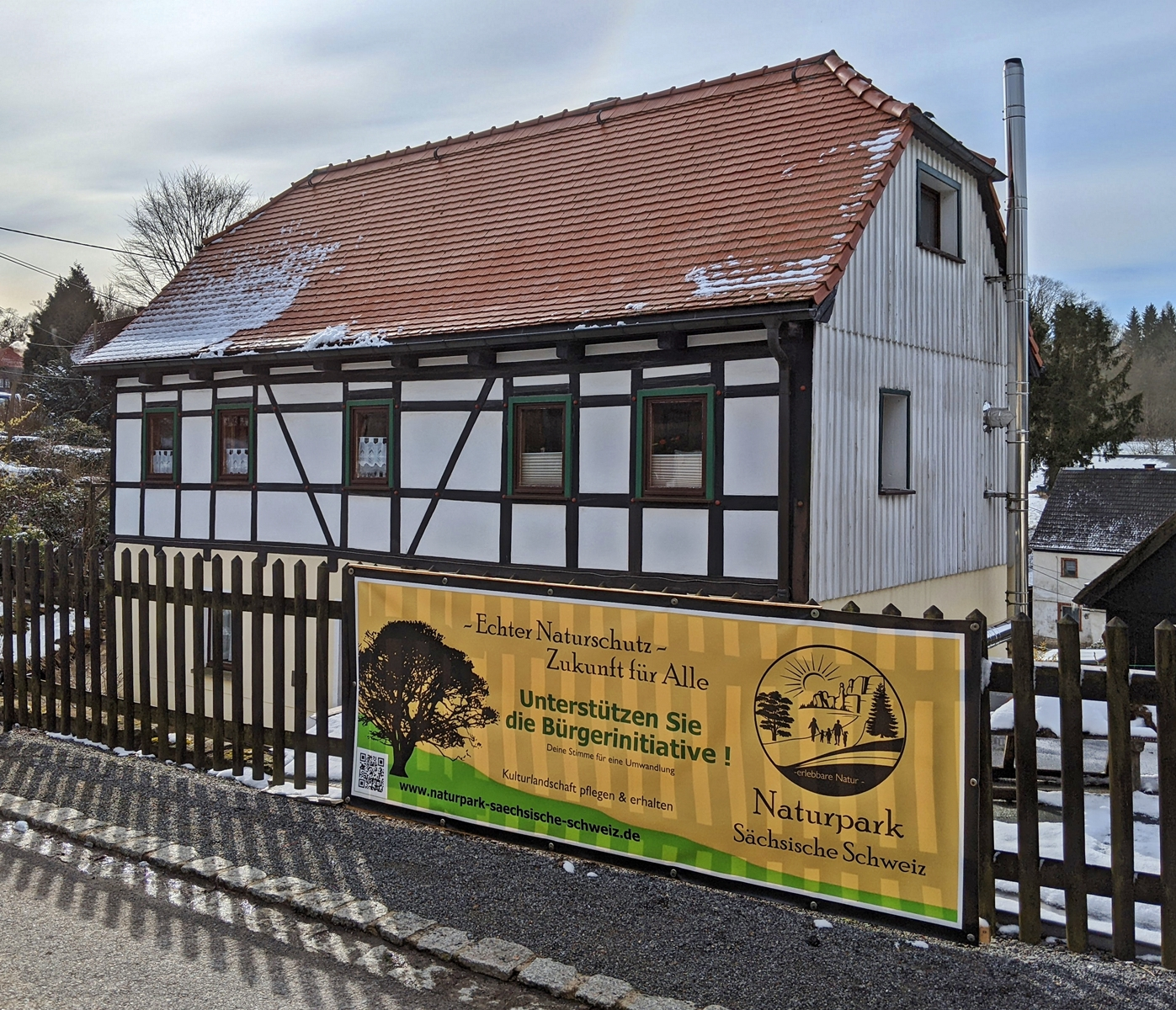
Naturpark-Banner in Waitzdorf

Die Gemeinden beklagen eingeschränkte Möglichkeiten der Gemeinde- und Tourismusentwicklung. Die Naturschutzvorgabe „Natur Natur sein lassen“ wird als kontraproduktiv betrachtet und dem, Kulturraum Sächsische Schweiz als unangemessen angesehen.
Durch den Waldbrand verschärfte sich die Diskussion und wird mittlerweile überregional wahrgenommen. Sie konzentriert sich auf die Frage des Totholzes, das durch den Borkenkäferbefall entstanden ist. Die Gemeinden sehen durch das Nichtberäumen des Totholzes, die Gefahr des Übergreifens des Feuers auf die Gemeinden. Hinterhermsdorf gibt den Titel Nationalparkgemeinde zurück. In Hohnstein gründete sich am 17. August 2022 die Bürgerinitiative Naturpark Sächsische Schweiz, der Bürgerinnen und Bürger verschiedener Gemeinden im und am Nationalpark angehören.
Ziel der BI ist, die Umwidmung des Schutzstatus von Nationalpark in Naturpark. Dazu hat sie, unter anderen, am 6. September 2022 eine Petition gestartet und diese am 7. September 2022 in Hohnstein öffentlich vorgestellt.
Die sächsische Regierung hat eine Expertenkommission eingesetzt, die den Waldbrand wissenschaftlich aufarbeitet. Brand- und Katastrophenschutzbehörden, Umweltministerium und die Entwicklungskommission des Landkreises Sächsische Schweiz-Osterzgebirge entwickeln darauf aufbauend ein neues Waldbrandschutzkonzept für die Nationalparkregion Sächsische Schweiz. Infragekommende Maßnahmen beinhalten unter anderem Beräumung von Totholz, Schlagung von Schneisen, Baumpflanzungen, angepasste Brandbekämpfungsstrategien, Früherkennungssysteme sowie Technische Aufrüstung und gezielte Ausbildung der Feuerwehren. Das Maßnahmenpaket wird von der Nationalparkverwaltung umgesetzt werden.
Eine gleichartige Diskussion gibt es nach den Waldbränden im Nationalpark Harz.

## Große Waldbrände im Gebiet des Nationalparks
Kleinere Waldbrände gibt es im Gebiet des heutigen Nationalparks immer wieder. Große Waldbrände waren im August 1842 und Juli/August 2022.

### Waldbrand August 1842

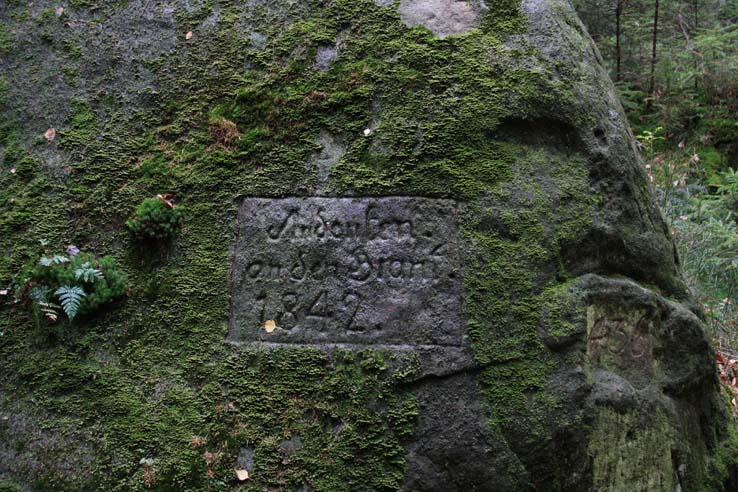
Brandstein 1842 in der Weberschlüchte

Der Waldbrand brach am 30. August 1842 im Gebiet zwischen Großem Winterberg und Prebischtor aus. Andere Quellen nennen den 31. August 1842 und den Prebischgrund östlich vom Prebischtor als Ausbruchsort. Begünstigt wurde der Ausbruch durch eine vorherige, langandauernde, Trockenperiode. Durch immer wieder aufkommenden Südost- und Südwestwind verlagerte sich das Feuer in Richtung Schwarze Schlüchte, Entenpfützenweg, Partenschenhörner, Weberschlüchte, Jortan, Richerschlüchte, Fremdenweg und Großer Winterberg. Von diesem begannen Forstleute und Gäste des Hotels auf dem Großen Winterberg mit Löschen und verhinderten ein Übergreifen auf das Gebäude. Es wurden vordergründig das Feuer am Boden gelöscht und Brandschneisen angelegt, um das die Ausbreitung des Feuers am Boden zu verhindern. In den darauffolgenden Tagen trafen zur Unterstützung Einwohner der umliegenden Dörfer und Pioniersoldeten aus Dresden ein. Am 9. September setzte ein langanhaltender Regen ein, der das Feuer zum Erlöschen brachte.
Insgesamt waren am Löschen 2250 Personen beteiligt. Die Brandfläche betrug auf sächsischer Seite 95 ha und bestand zu 72 % (68 ha) aus Plenterwald und der Rest aus jungen Nadelwald (durchschnittlich 20 Jahre alt). Auf böhmischer Seite verbrannten 141 Hektar Waldfläche.
In den darauffolgenden Jahren wurde auf sächsischer Seite von der Richterschlüchte bis zur Schwarzen Schlüchte in Grenznähe Brandschneisen angelegt, die bis zum Zweiten Weltkrieg auf Karten
nachgewiesen werden konnte. Heute sind sie teilweise noch in der Natur zu sehen.
In der Weberschlüchte, damals ein Hauptwanderweg vom Zeughaus zum Prebischtor, befindet sich ein Brandstein mit der Aufschrift „Andenken an den Brant 1842“.

### Waldbrand Juli/August 2022

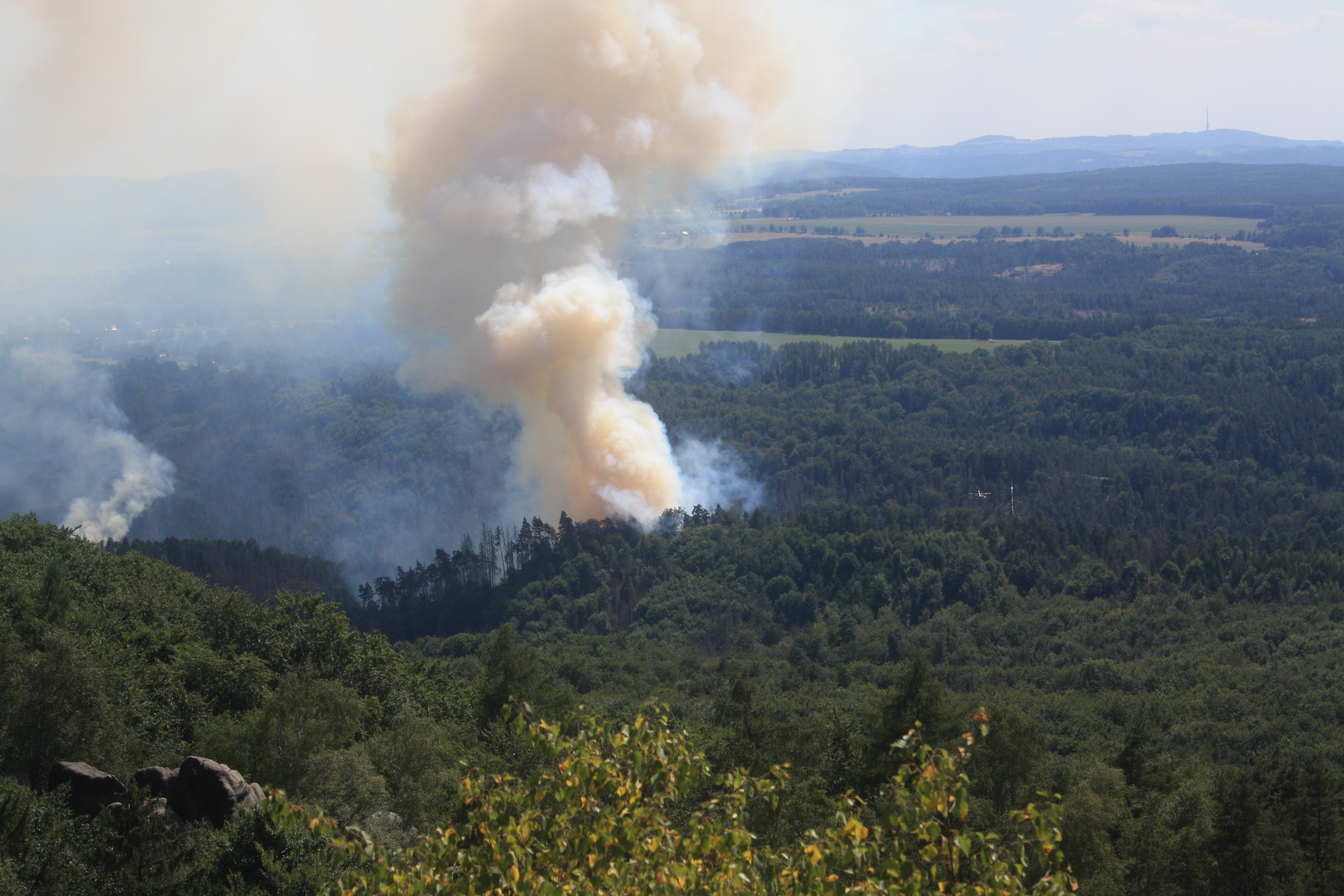
Entstehungsbrand bei Hrensko, aufgenommen am 24. Juli 2022 gegen 14 Uhr von der Kipphornaussicht

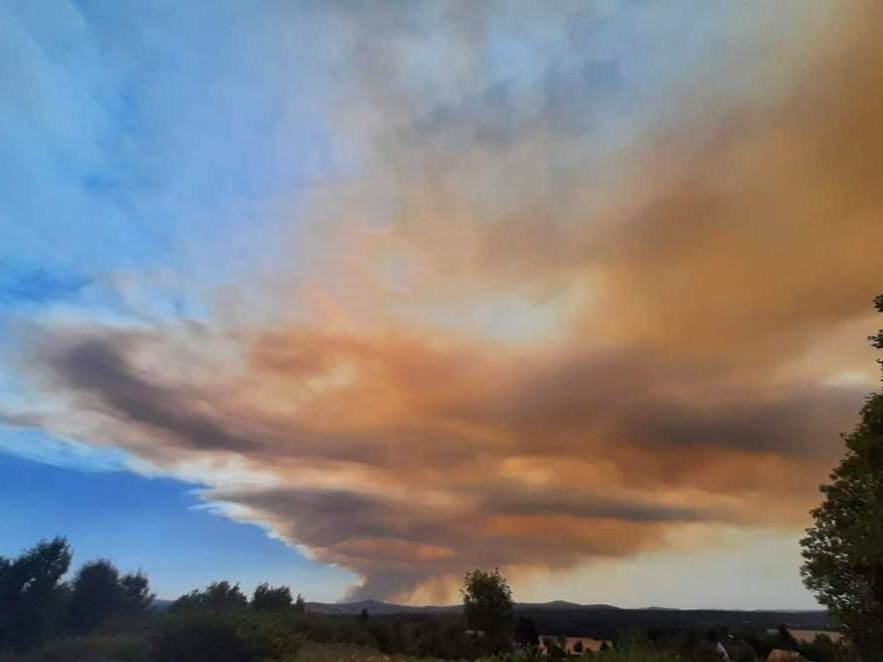
Der Waldbrand am 26. Juli 2022 aufgenommen in Neugersdorf. Der Himmel ist deutlich verdunkelt.

Der Brand entstand am 24. Juli 2022 oberhalb Hrensko in Richtung Prebischtor und Edmundsklamm. Da das Gebiet schwer zugängig ist, wurde mit Unterstützung durch Löschhubschrauber begonnen den Brand zu löschen.
Am 25. Juli 2022 griff das Feuer auf den Nationalpark Sächsische Schweiz im Bereich des Großen Winterberges über und die Feuerwehr in Bad Schandau wurde alarmiert. Da viele betroffene Gebiete kaum erschlossen sind, gestalteten sich Löscharbeiten oft als schwierig. Der aus Südost kommende Wind verbreitete den entstehenden Rauch im Elbtal bis Dresden.
Am 26. Juli wurde für Bad Schandau und am 28. Juli für die Große Kreisstadt Sebnitz Katastrophenalarm ausgelöst. Ebenfalls am 26. Juli 2022 erließ das Landratsamt Sächsische Schweiz-Osterzgebirge ein ganztägiges Betretungsverbot aller Wälder des Landkreises in den Regionen Sächsische Schweiz und Osterzgebirge. Gründe waren Waldbrände und die Gefahr weiterer Waldbrände, die wegen der Dürre und Hitze groß war.
Der Waldbrand breitete sich auf einer Länge von etwa 5 km über die deutsch-tschechischen Grenze zwischen dem Großen Winterberg und den Partschenhörnern aus.
Der Wind trug Funken und brennendes Holz über das eigentliche Brandgebiet hinaus. Am Kleinen Winterberg und am Rosssteig lösten sie einen größeren Brand aus. Kleine Brände, die kurz nach der Entstehung gelöscht werden, entstanden an den Rabensteinen bei Hinterhermsdorf.
Am 27. August 2022 gab die Nationalparkverwaltung bekannt, dass der komplette Nationalpark wieder betreten werden darf. Der dauerhafte Regen hatte für eine starke Abkühlung gesorgt und alle Glutnester oder Hitze aus dem Untergrund beseitigt. Teilweise waren an Wegen halb abgebrannte Fichten noch stehend vorhanden. Jene werden von den Angestellten des Nationalparks entfernt.

## UNESCO-Weltnaturerbe
Am 10. Mai 2004 beschloss der Kreistag des Landkreises Sächsische Schweiz die Nominierung von Teilen der Sächsischen Schweiz als Weltnaturerbe der UNESCO. Die betroffenen Städte und Gemeinden beschlossen nachfolgend die Nominierung zu unterstützen. Da das Elbsandsteingebirge grenzüberschreitend ist, wurden auch auf tschechischer Seite Beschlüsse zur Nominierung der Böhmischen Schweiz als Weltnaturerbe getroffen.
Am 30. Juni 2005 wurde durch den Bürgermeister der Stadt Děčín, dem Landrat des Landkreises Sächsische Schweiz und dem Tourismusverband Sächsische Schweiz eine Kooperationsvereinbarung unterzeichnet.
Im Auftrag des Landkreises erstellte die Freiberger Firma GEOmontan eine Potenzialanalyse, die die Sächsisch-Böhmische Schweiz als einmaliges Beispiel für erdzeitliche Veränderungen charakterisiert. Die Studie wurde am 22. Februar 2006 geladenen Gästen vorgestellt.

## Nationalparkverwaltung und Informationsstellen
- ZeughausNationalparkverwaltung[48]

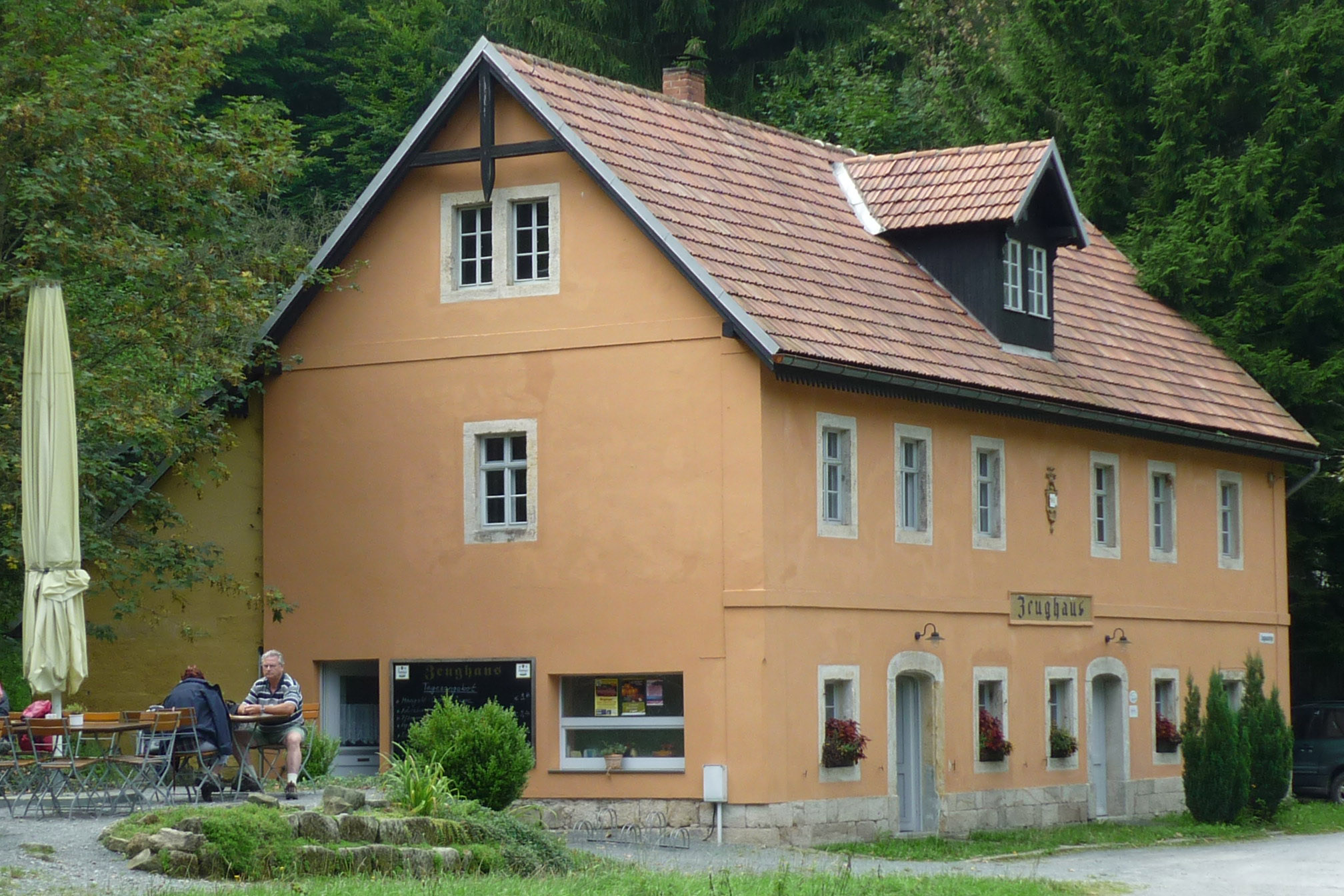
Zeughaus

  - Nationalparkzentrum in Bad Schandau
  - Nationalparkverwaltung in Bad Schandau
- Informationsstellen
  - Schweizerhaus auf der Bastei (seit Ende 2020 dauerhaft geschlossen)
  - Amselfallbaude (seit 2019 wegen Felssturzgefahr gesperrt)
  - Blockhaus auf dem Brand
  - Eishaus auf dem Großen Winterberg
  - Zeughaus im Großen Zschand
  - Haus Beize in der Waldhusche Hinterhermsdorf
  - Infopunkt Blockscheune in der Waldhusche Hinterhermsdorf
  - Infopunkt Schmilka
- Jugendbildungsstätte auf der Sellnitz
- Ausstellungs- und Erlebnisgelände Waldhusche in Hinterhermsdorf[49]

## Filmographie
- Im Nationalpark Sächsische Schweiz. Dokumentarfilm, 45 Min., Deutschland, 1999, von Hanna Lehmbäcker und Siegfried Jung, Produktion: Komplett-Media-GmbH, Grünwald, ISBN 3-89672-495-9